# Lucca
Lucca (in der Antike: Luca) ist die Hauptstadt der Provinz Lucca in der Toskana mit 89.234 Einwohnern (Stand 31. Dezember 2023). Sie liegt im Tal des Flusses Serchio etwa 20 km nordöstlich von Pisa und 20 km östlich der toskanischen Küste. Im 13. und 14. Jahrhundert zählte Lucca zu den einflussreichsten europäischen Städten. Große Bedeutung hatte insbesondere die Textilindustrie. Die großen Plätze, die romanischen Kirchen und die mittelalterlichen Türme zeugen von der einstigen Bedeutung dieser Stadt. Ihre von vier Toren durchbrochenen Befestigungsanlagen wurden 1504 begonnen und 1645 fertiggestellt. Die heute noch gut erhaltenen Anlagen, die zu den bemerkenswertesten in Italien zählen, tragen eine von Bäumen gesäumte Promenade um den Stadtkern.

## Geschichte

### Antike
Das antike etruskische Luca, das das Tal des Serchio beherrschte, findet erstmals beim Historiker Livius als der Ort Erwähnung, in den sich Sempronius 218 v. Chr. vor Hannibal zurückzog; es gibt Zweifel an der Korrektheit von Livius’ Feststellung, denn obwohl es kontinuierlich Kriege mit den Ligurern gab, wird Luca erst 180 v. Chr. erneut genannt. Damals wurde die Stadt gleichzeitig mit Pisa (ebenfalls 180) und Luna (177) als römische Kolonie gegründet, um die Herrschaft der bis dahin in diesem Raum ansässigen Apuaner endgültig zu brechen und das Land für Rom in Besitz zu nehmen. Durch die Lex Julia des Konsuls Lucius Iulius Caesar von 90 v. Chr. muss es ein municipium geworden sein; hier hielt Julius Caesar 56 v. Chr. seine berühmte Besprechung mit Pompeius und Crassus. Zu diesem Zeitpunkt gehörte Luca noch zu Ligurien, nicht zu Etrurien. Wenig später wurde hier durch das Triumvirat oder durch Octavian eine Kolonie geführt, ob nach der Schlacht von Philippi oder nach der von Actium ist unklar.

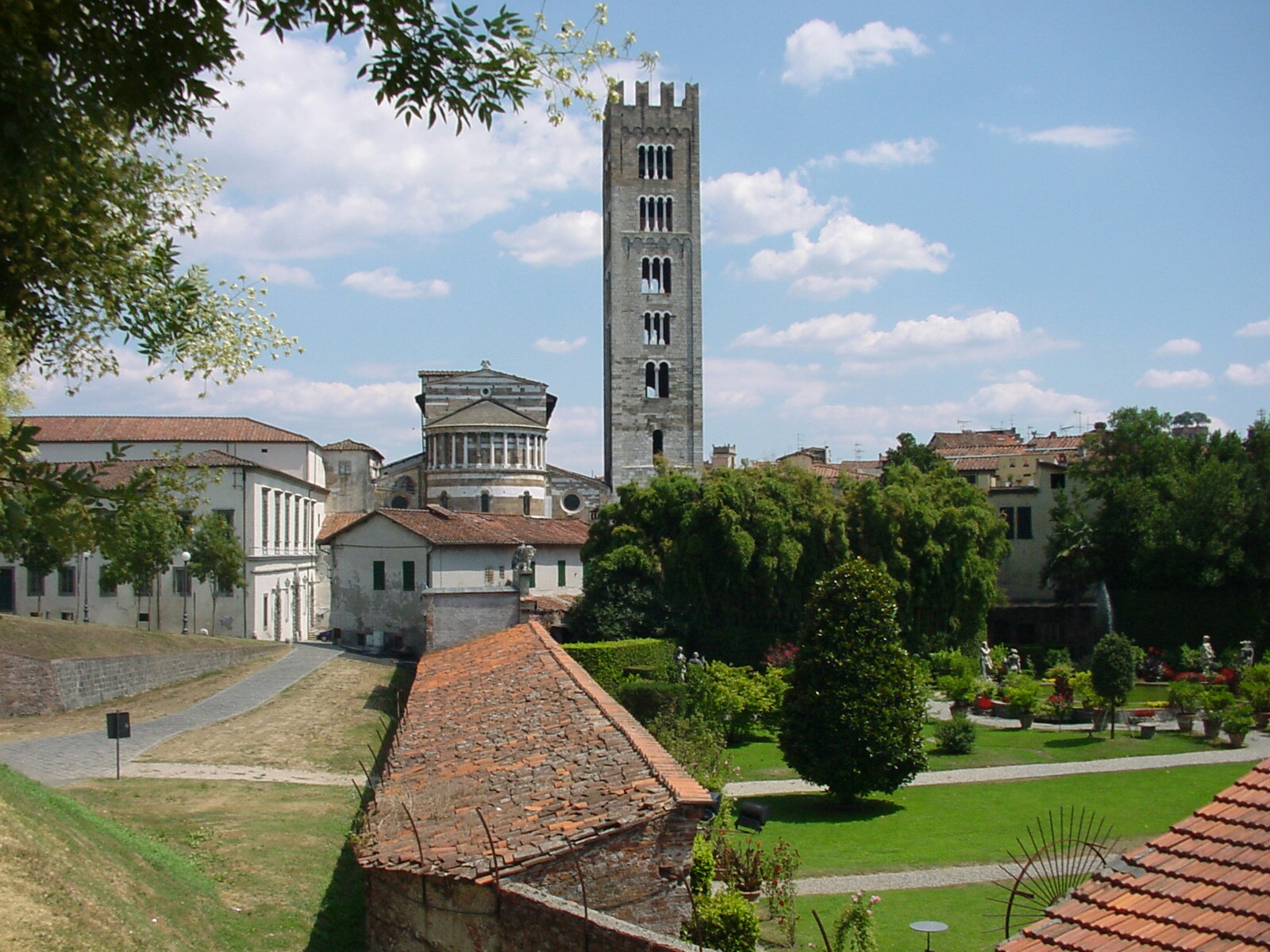
Blick auf Lucca, vom Stadtwall aus gesehen

In der augusteischen Unterteilung Italiens wurde Luca der siebten Region (Etruria) zugeordnet. Aus der Periode des Kaiserreichs ist wenig bekannt, außer dass es eine Kreuzung der Straßen nach Florentia (siehe Via Clodia), Luna und Pisae war. Obwohl es von Odoaker geplündert und eines Teils seines Territoriums beraubt wurde, erscheint Luca zur Zeit des Narses, der es 553 drei Monate lang belagerte, als wichtige Stadt und Festung.

### Mittelalter

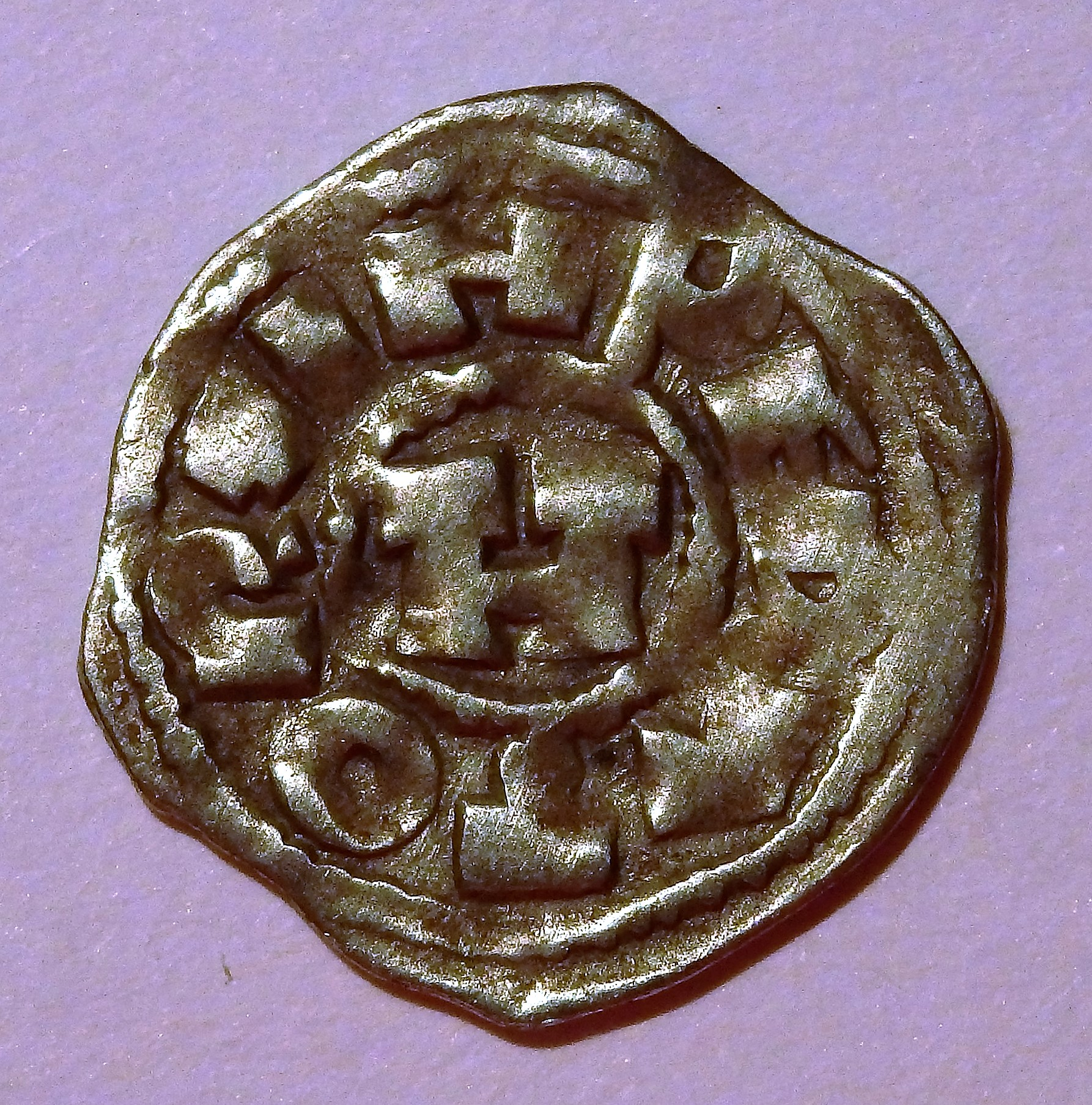
Denar aus Lucca, 1039–1125

Unter den Langobarden war Lucca die Residenz eines Herzogs oder Markgrafen, welche das Münzprivileg hatte. Die Herzöge erweiterten ihre Macht allmählich auf die ganze Toskana, aber nach dem Tod der Mathilde begann sich die Stadt als unabhängige Kommune zu konstituieren. 1160 erhielt sie vom bayerischen Herzog und toskanischen Markgrafen Welf VI. im Gegenzug für einen jährlichen Tribut die Herrschaft über ein Territorium um die Stadt. Der Reichtum und Einfluss der Stadt im 13. Jahrhundert basierte zu einem großen Teil auf ihrer Textilindustrie.
Innere Uneinigkeit gab Uguccione della Faggiola, mit dem Dante einige Zeit dort verbrachte, Gelegenheit, sich 1314 zum Herrn von Lucca zu machen. In der Schlacht bei Montecatini besiegte am 29. August 1315 nahe dem heutigen Montecatini Terme das ghibellinische Heer der Städte Lucca und Pisa unter Führung von Uguccione das guelfische Heer einer großen Städtekoalition, zu der unter anderem Florenz, Siena, Prato, Pistoia, Arezzo, Volterra und San Gimignano gehörten. Doch bereits im Jahr darauf verstießen die Luccheser den durch seinen Sieg zu einflussreich gewordenen Uguccione della Faggiola und übergaben die Stadt an Castruccio Castracani, unter dessen geschickter Tyrannei sie für kurze Zeit bis zu seinem Tod 1328 – sein Grab befindet sich in der Kirche San Francesco – die führende Stadt Italiens wurde.
Von den Truppen Ludwigs des Bayern besetzt, an den reichen Genueser Gheradino Spinola verkauft, vom böhmischen König Johann besetzt, an die Rossi aus Parma verpfändet, von denen an Mastino della Scala aus Verona abgetreten, an die Florentiner verkauft, an die Pisaner übergeben, nominell befreit von Kaiser Karl IV. und von seinen Vikaren, Marquard von Randeck und seinem Neffen Walther von Hochschlitz, regiert, gelang es Lucca, ab 1369 zuerst als Demokratie, nach 1628 als patrizisch-aristokratische Oligarchie, seine Unabhängigkeit als Stadtrepublik neben Venedig und Genua zu behaupten. Bis zur Französischen Revolution schrieb es das Wort Libertas auf seine Fahnen. Die politischen Wirren des 13. und 14. Jahrhunderts wurden von Dante in seinem Werk thematisiert, so führt Leeck (2007) anhand der Fallbeispiele Alessio Interminelli, Bonturo Dati und Bonagiunta aus.

### Neuzeit
Anfang des 16. Jahrhunderts unternahm einer seiner führenden Bürger, Francesco Burlamacchi, einen Versuch, Italien politischen Zusammenhalt zu verleihen, er fiel aber auf dem Schafott; sein Denkmal von Ulisse Cambi wurde 1863 auf der Piazza San Michele aufgestellt.

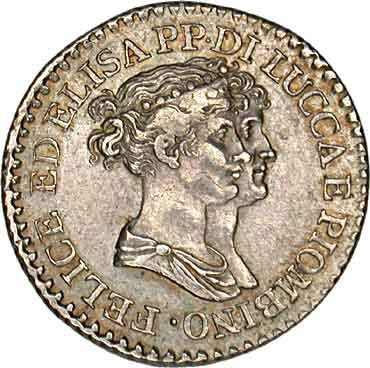
Elisa Bonaparte und Felix Bacciocchi auf einer Münze von 1806

Flagge des Herzogtums, 1815 bis 1818

Durch die militärische Macht der französischen Revolutionsarmeen, die die österreichische Oberherrschaft über Italien beendeten, wurde die Republik Lucca 1799/1800 gezwungen, eine moderne „Demokratie“ nach französischem Muster und in völliger Abhängigkeit vom Frankreich Napoleon Bonapartes einzuführen (Lucchesische Republik). Im Juni 1805 dekretierte der unterdessen zum Kaiser der Franzosen und zum König von Italien proklamierte Napoleon die Abschaffung der Republik, die stattdessen zugunsten seiner Schwester Elisa und ihres Ehemanns Félix Baciocchi zum Fürstentum Lucca umgebildet wurde.
Lucca wurde im Zuge des Sturzes Napoleons 1814 kurzfristig von neapolitanischen, dann von österreichischen Truppen besetzt. Auf dem Wiener Kongress, der 1814/15 über die Neuordnung Europas entschied, wurde der kleine, aber wohlhabende Staat Lucca zur Verschiebe- und Entschädigungsmasse für dynastische und machtpolitische Interessen. Das Kaisertum Österreich verweigerte damals – trotz des ansonsten von ihm hochgehaltenen dynastischen Legitimitätsprinzips – dem bourbonischen Herzog von Parma die Rückkehr in dessen Hauptstädte Parma und Piacenza, die auf Lebenszeit als Versorgungsgebiet für Napoleons Ehefrau, die ehemalige Kaiserin Marie Louise († 1847), eine Tochter von Franz I., vorgesehen wurden. Die parmesischen Bourbonen sollten, solange Marie Louise lebte, stattdessen mit der ehemaligen Republik Lucca als Herzogtum entschädigt werden, das allerdings nach einem Überwechseln der Bourbonen nach Parma und Piacenza an das habsburgische Großherzogtum Toskana (und damit in den Einflussbereich Österreichs) fallen sollte. Nach längerem Widerstand des Hauses Bourbon-Parma, das darin (vergeblich) vom eng verwandten spanischen König Ferdinand VII. unterstützt wurde, trat Ferdinands Schwester Maria Luisa (die unter Napoleon zeitweilig Königin und Regentin des in der Toskana gebildeten „Königreiches Etrurien“ gewesen war), im November 1817 die Herrschaft als Herzogin von Lucca an. Mit ihrem Tode 1824 folgte ihr Sohn Karl Ludwig († 1883), der ehemalige Kind-König von Etrurien. Dieser verzichtete aufgrund der sich verschärfenden innenpolitischen Lage im Vorfeld der Revolution von 1848/49 jedoch im Oktober 1847 schon vor dem Tode der parmesisch-habsburgischen Herrscherin Marie Louise zugunsten des Großherzogs der Toskana auf die Regierung in Lucca.
Das Herzogtum bildete seither einen Teil der Toskana, mit der es im Laufe des Risorgimento 1859/61 zunächst an Sardinien, dann an den neuen Einheitsstaat Italien angeschlossen wurde.

## Wirtschaft
Lucca war früher ein Zentrum der Luxusstoffindustrie. Berühmt war die Stadt unter anderem für ihre Seide, deren Farbenpracht in Europa als unübertroffen galt. Politische Unruhen zu Beginn des 14. Jahrhunderts führten dazu, dass viele Luccheser Färber und Seidenweber nach Venedig flohen. Die Stadt Venedig bot den Flüchtlingen großzügig Asyl und finanzielle Hilfe an, allerdings unter der Bedingung, dass sie in Venedig ihr Gewerbe praktizierten. Die Luccheser Zunftgesetze sahen zwar den Tod für alle Bürger vor, die ihr Textilhandwerk außerhalb der Stadtmauern praktizierten, angesichts ihrer finanziellen Lage nahmen jedoch viele Luccheser Handwerker die venezianischen Bedingungen an.
Begonnen um 1300, ist die Papierindustrie seit vielen Jahren eine der wichtigsten Säulen für die Wirtschaft der gesamten Provinz. Hinzu kommt für Lucca unter anderem der Fremdenverkehr, die chemische, pharmazeutische und mechanische Industrie.

## Sehenswürdigkeiten
Das rechtwinklige Straßennetz im historischen Zentrum lässt noch die Struktur der römischen Anlage erkennen. Die antike Stadtmauer verlief entlang der heutigen Straßen Via San Giorgio/A. Mordini – Via dell’Angelo Custode/della Rosa – Corso Garibaldi – Via della Cittadella/Galli Tassi. Das Forum befand sich am Kreuzungspunkt von Cardo und Decumanus, seit dem Mittelalter die Piazza San Michele. Im Namen der Kirche San Michele in Foro lebt dieses römische Erbe bis in unsere Zeit fort.
Lucca ist reich an Sehenswürdigkeiten und daher auch touristisch von großem Interesse. Das historische Zentrum stand von 2006 bis 2021 auf der Welterbe-Tentativliste, dann wurde die Kandidatur entweder zurückgezogen oder von der UNESCO abgelehnt.
Mit mehr als 200.000 Besuchern ist Lucca Comics & Games die zweitgrößte Comic- und Gaming-Messe der Welt.

### Kirchen

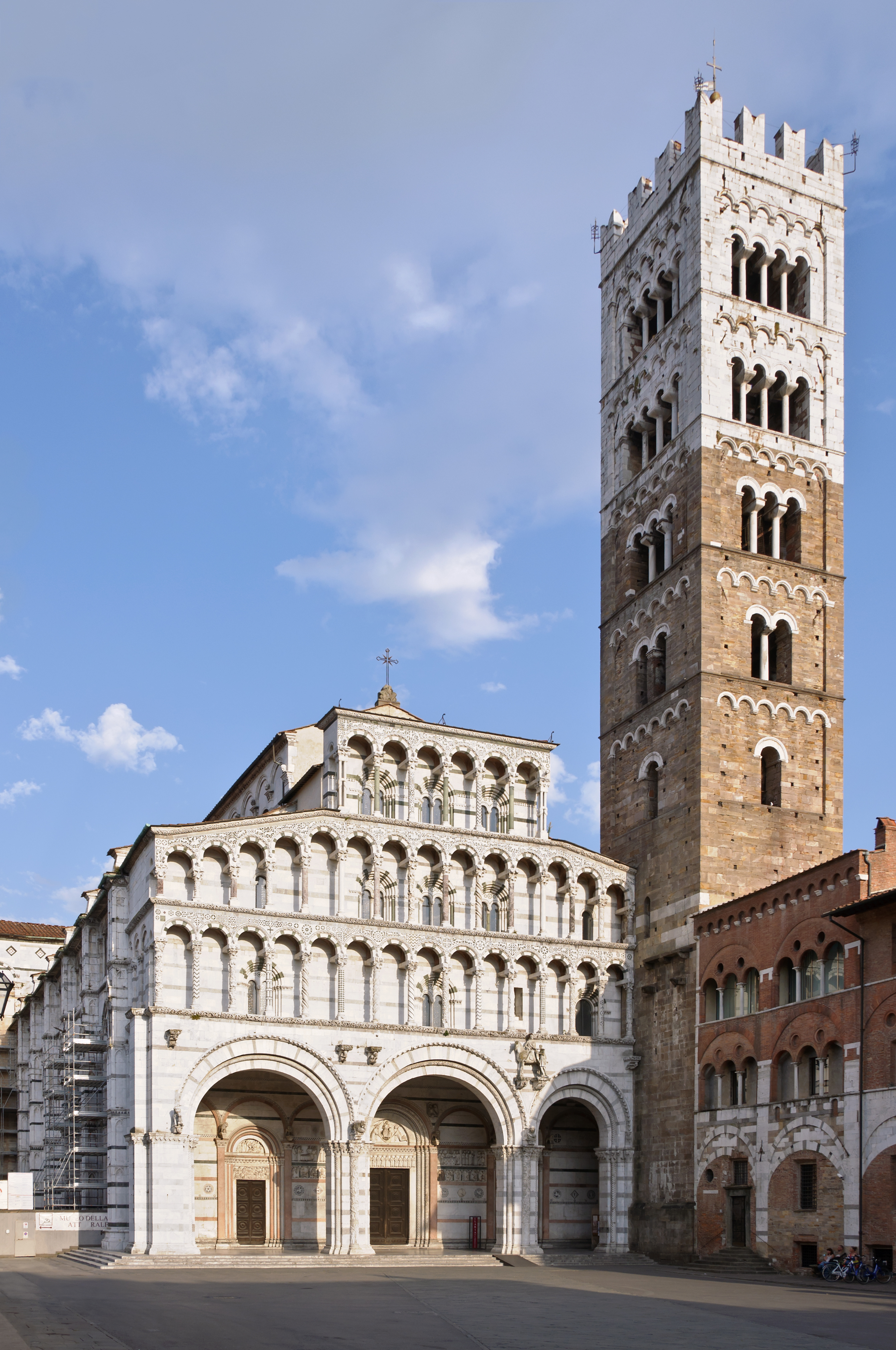
Kathedrale San Martino
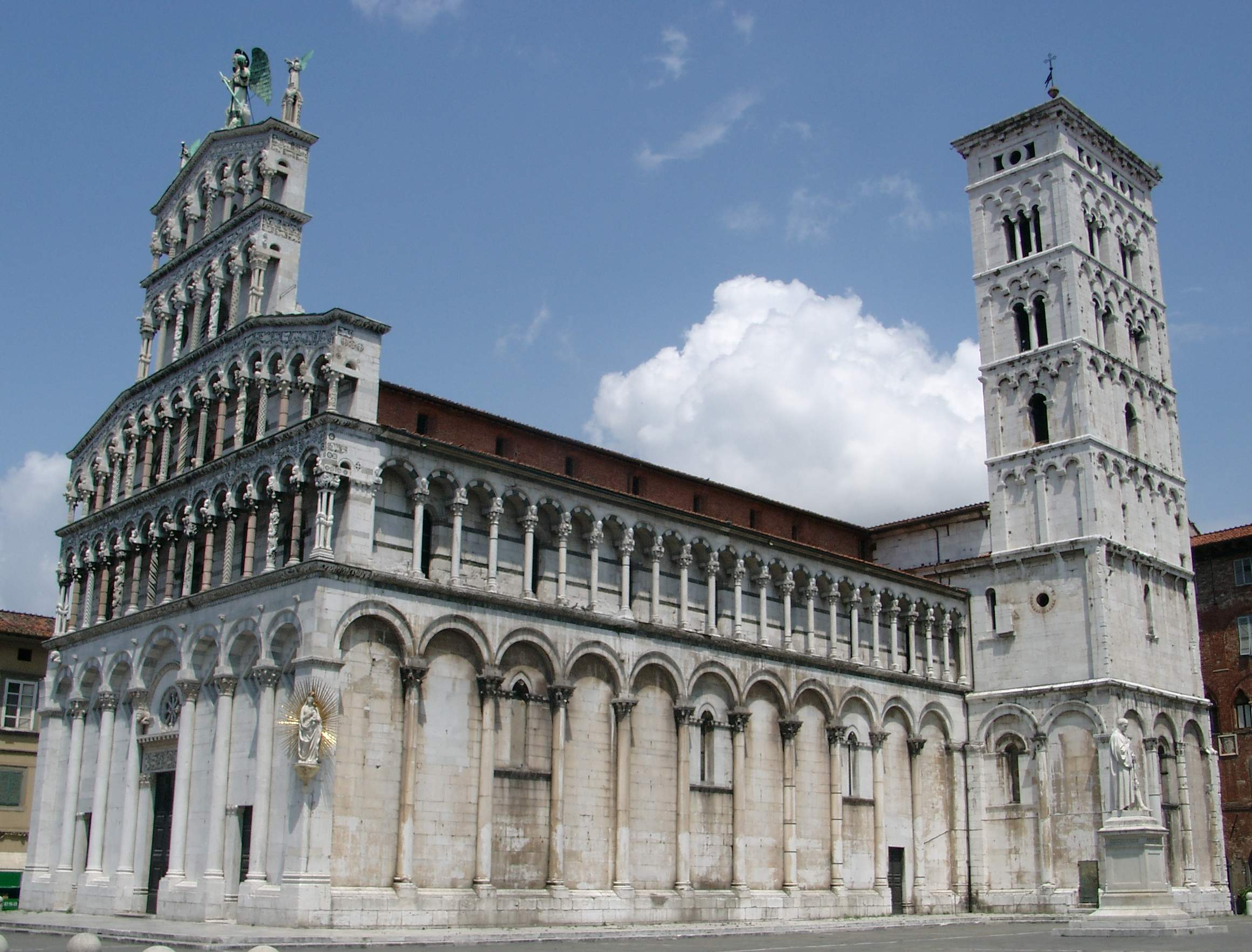
San Michele in Foro
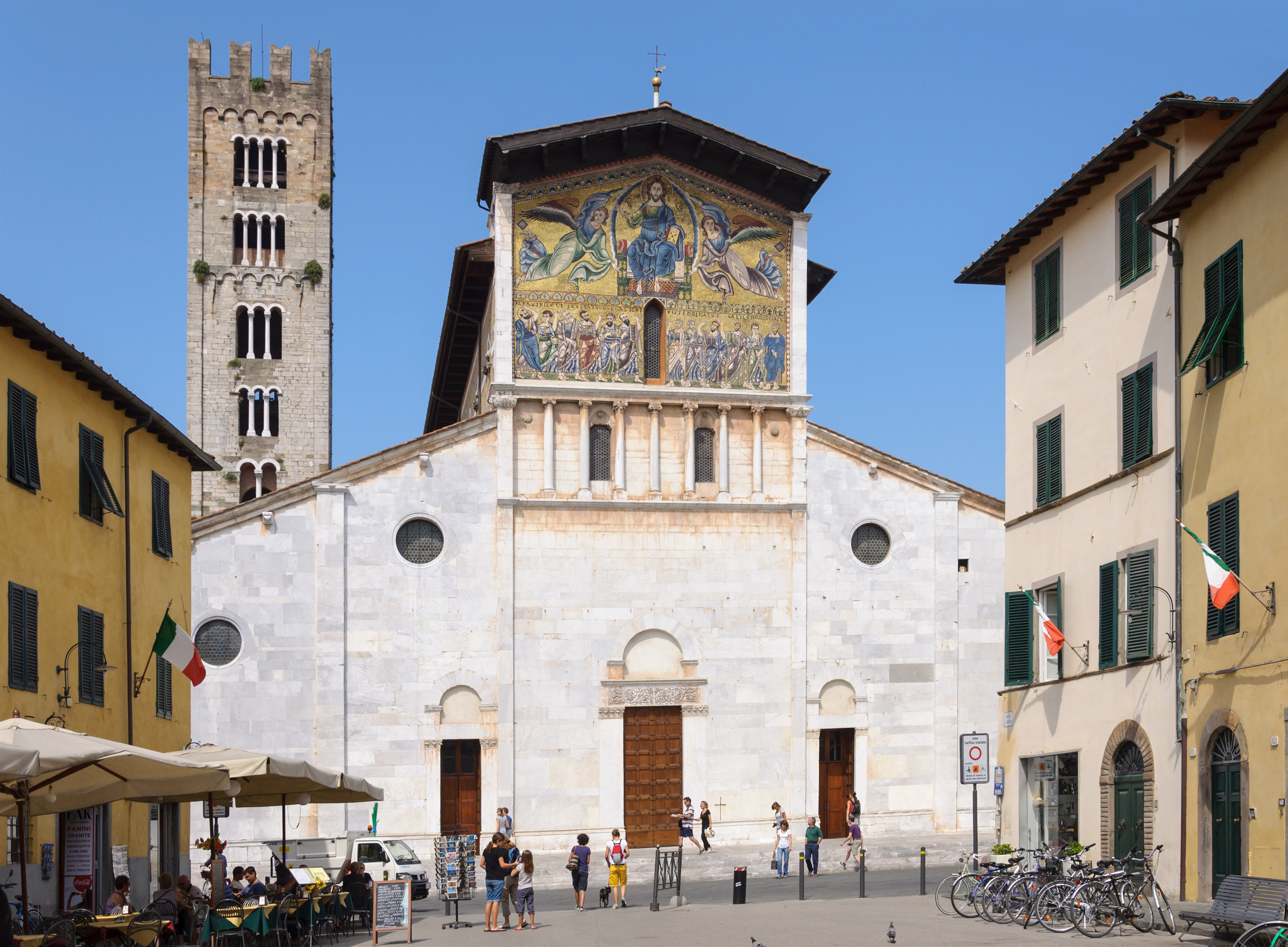
San Frediano
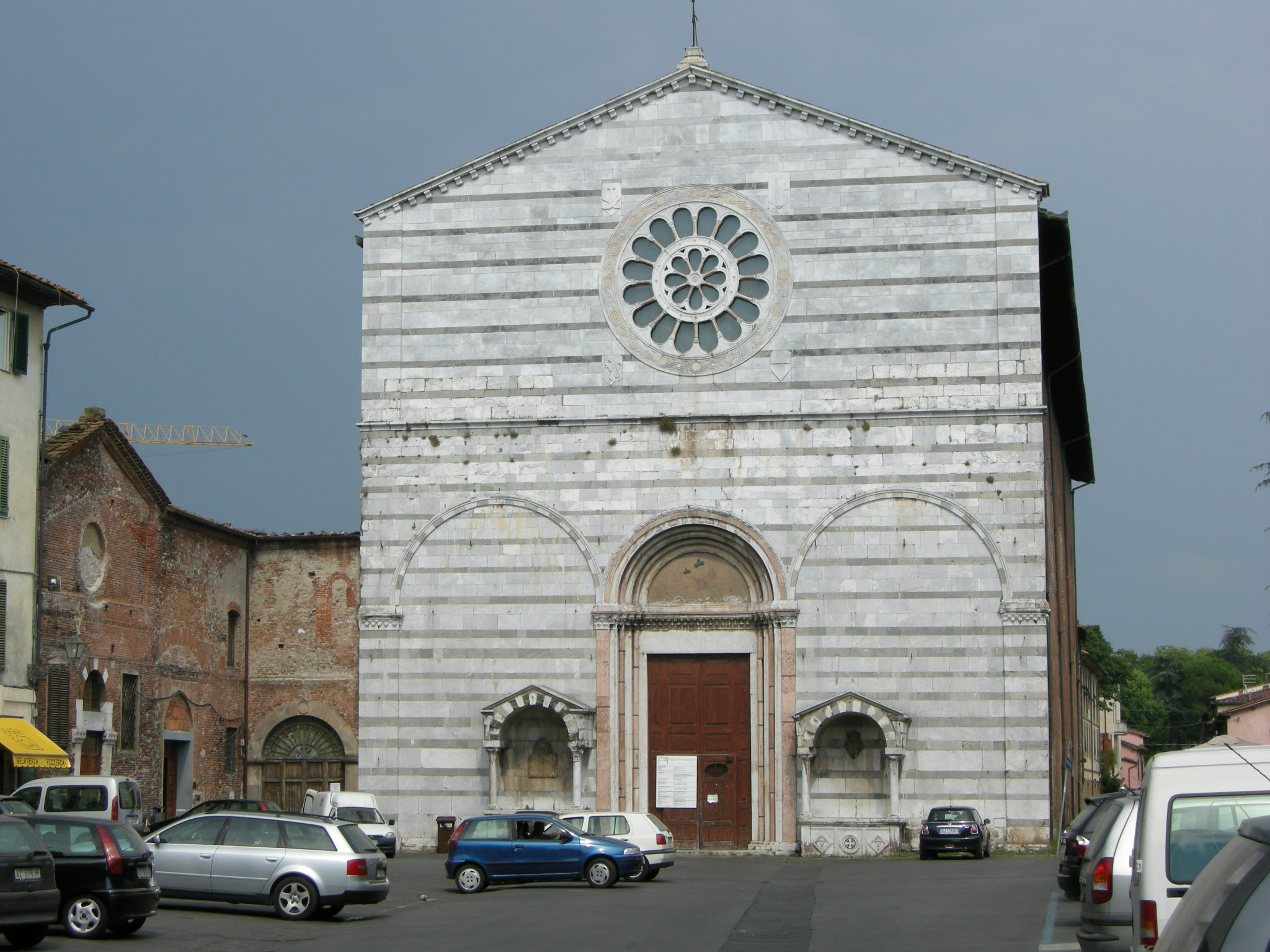
San Francesco
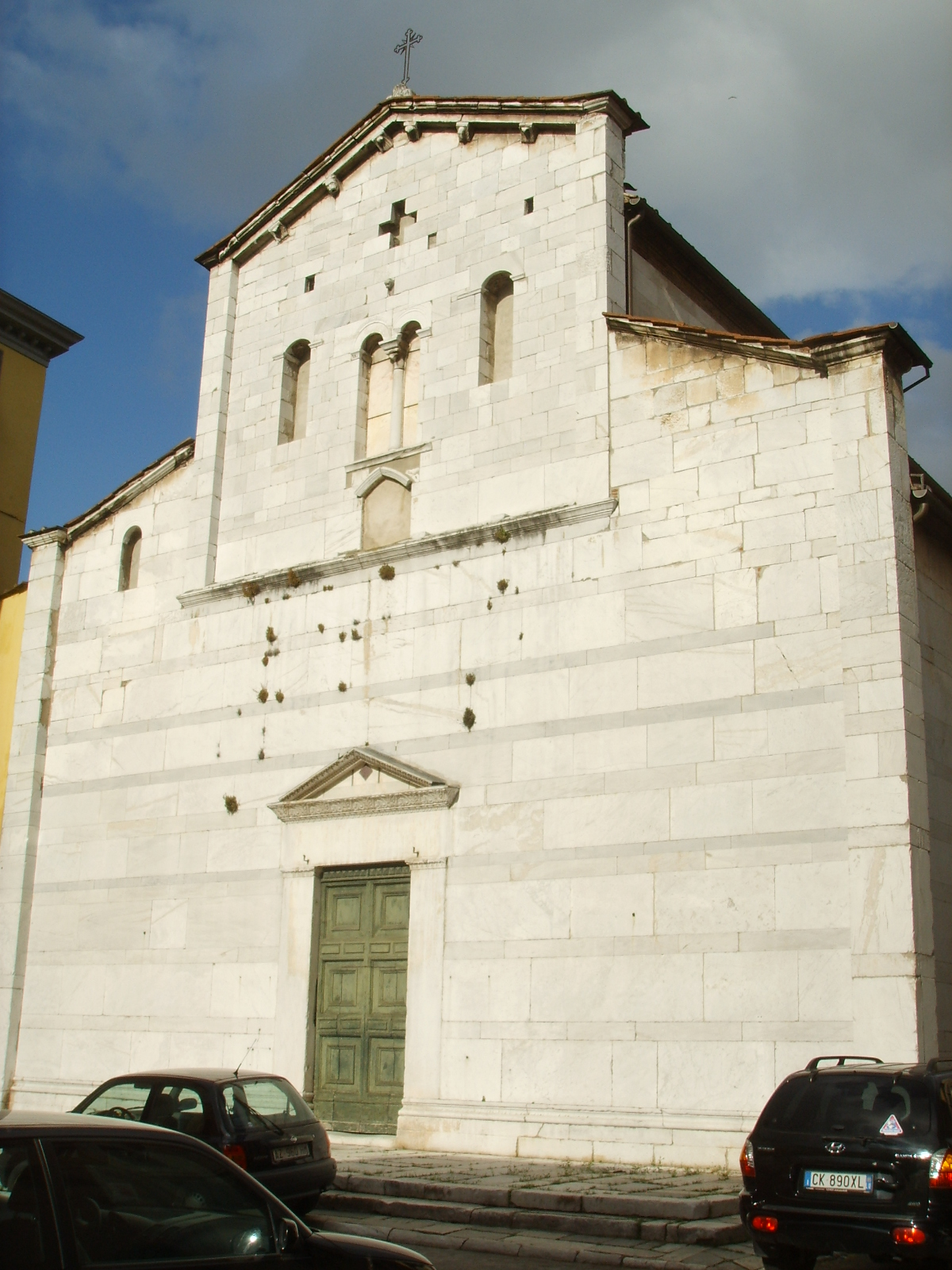
Sant’Alessandro
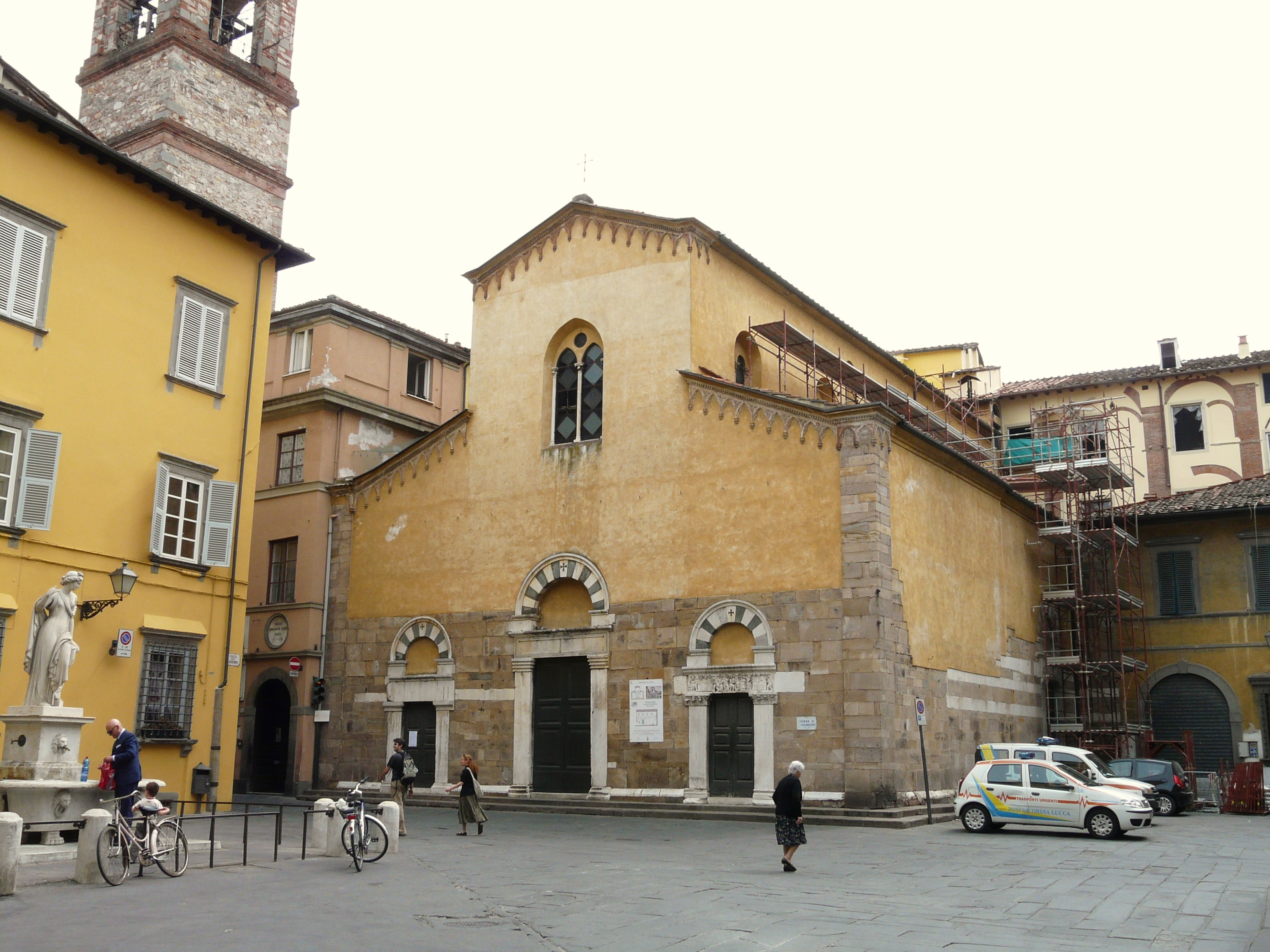
San Salvatore
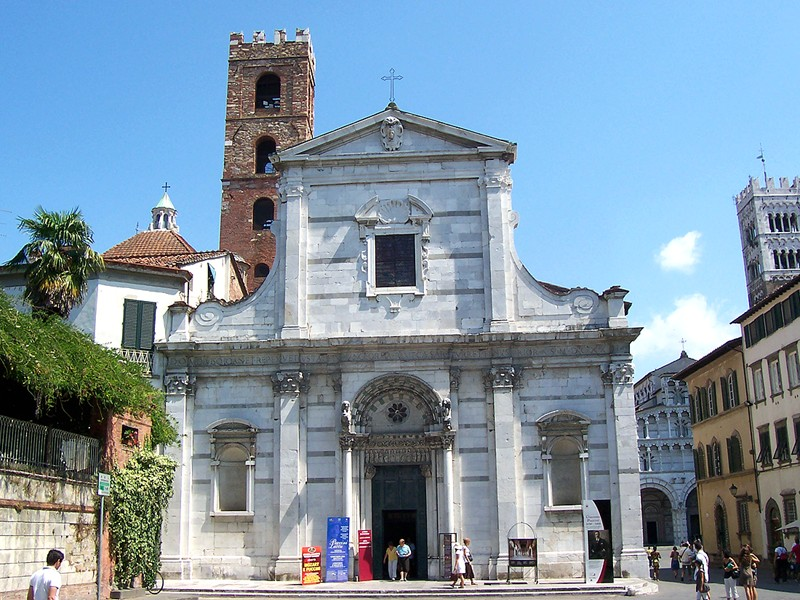
Santi Giovanni e Reparata
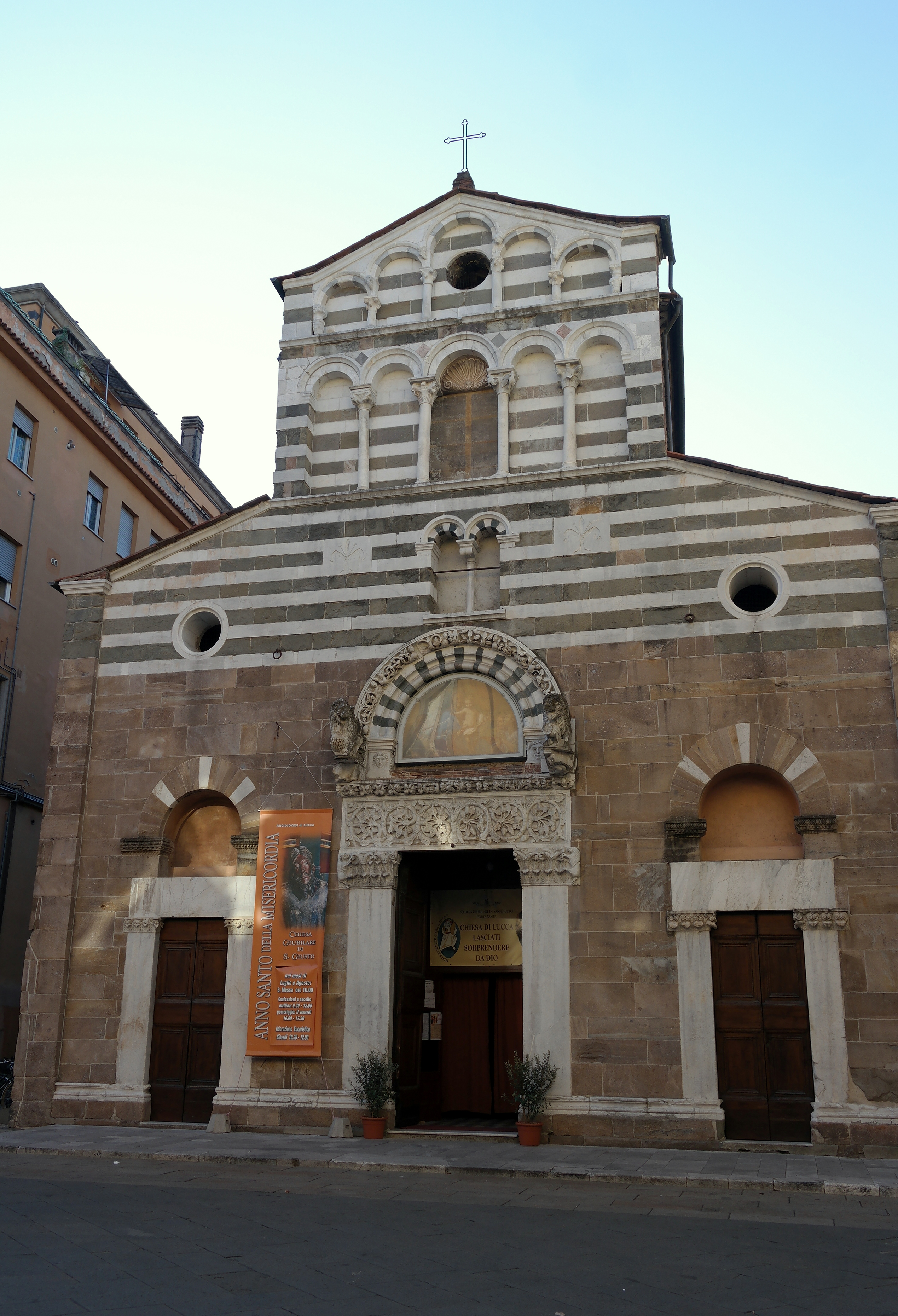
San Giusto
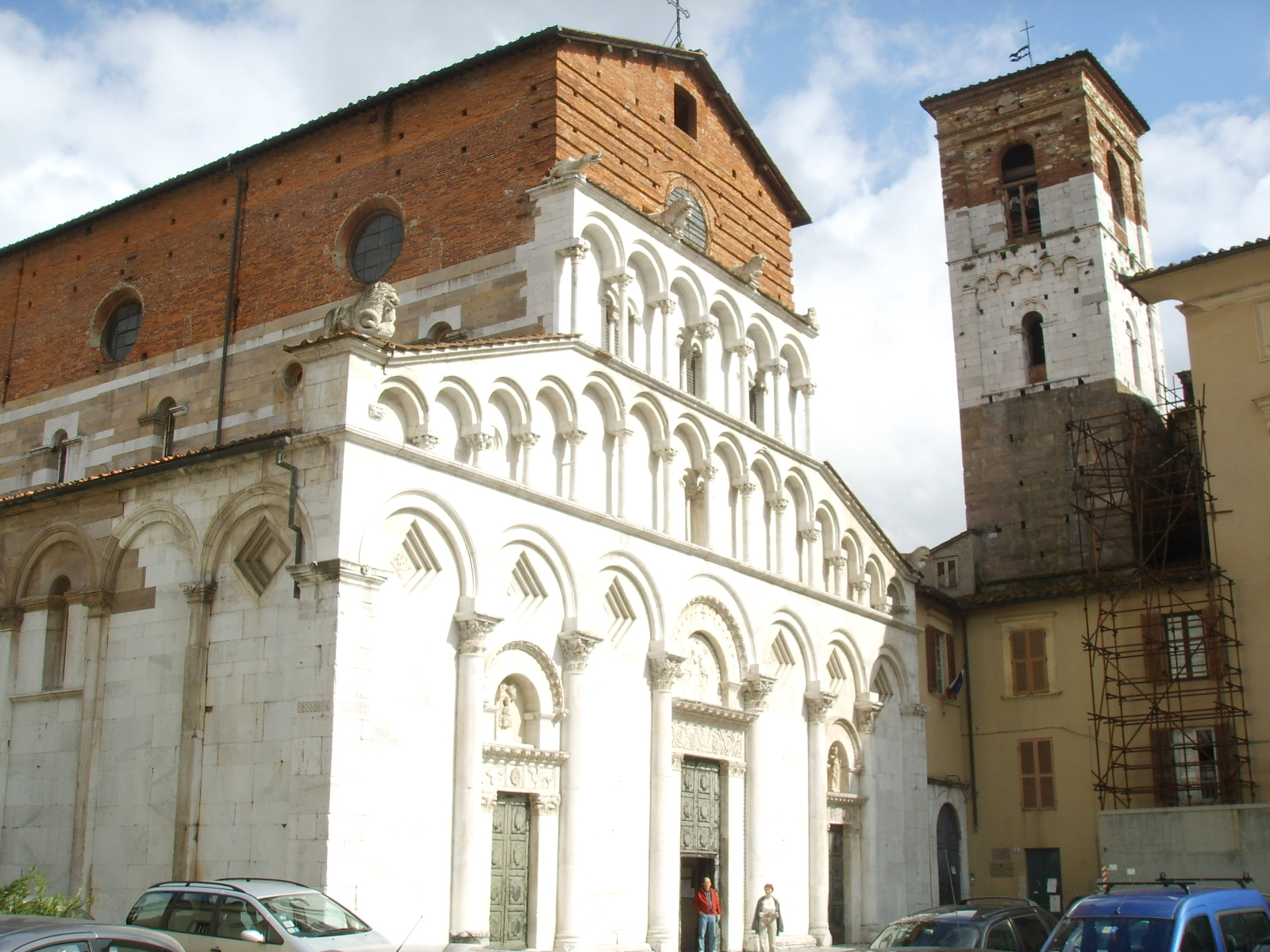
Santa Maria Forisportam
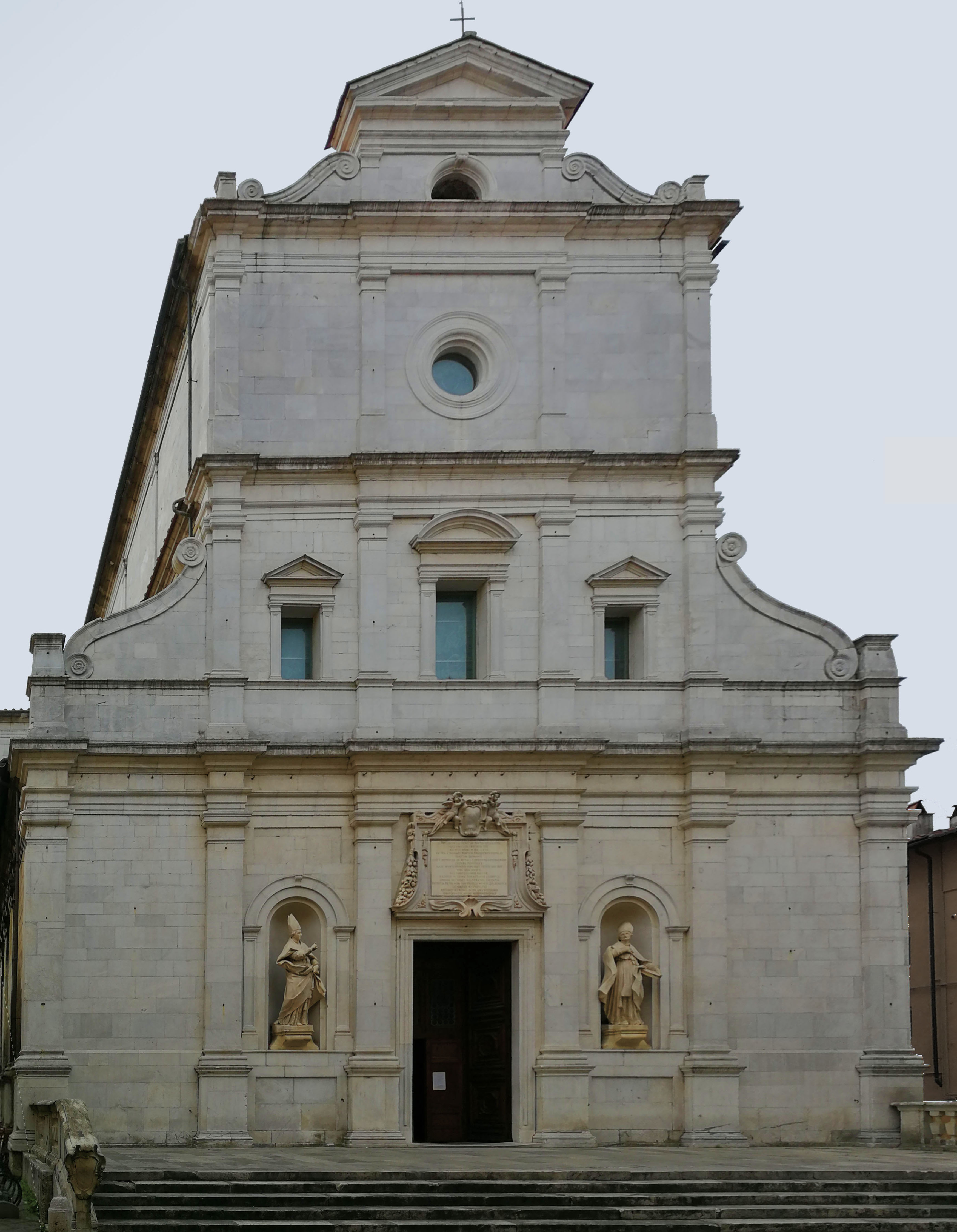
San Paolino

### Profanbauten und Plätze

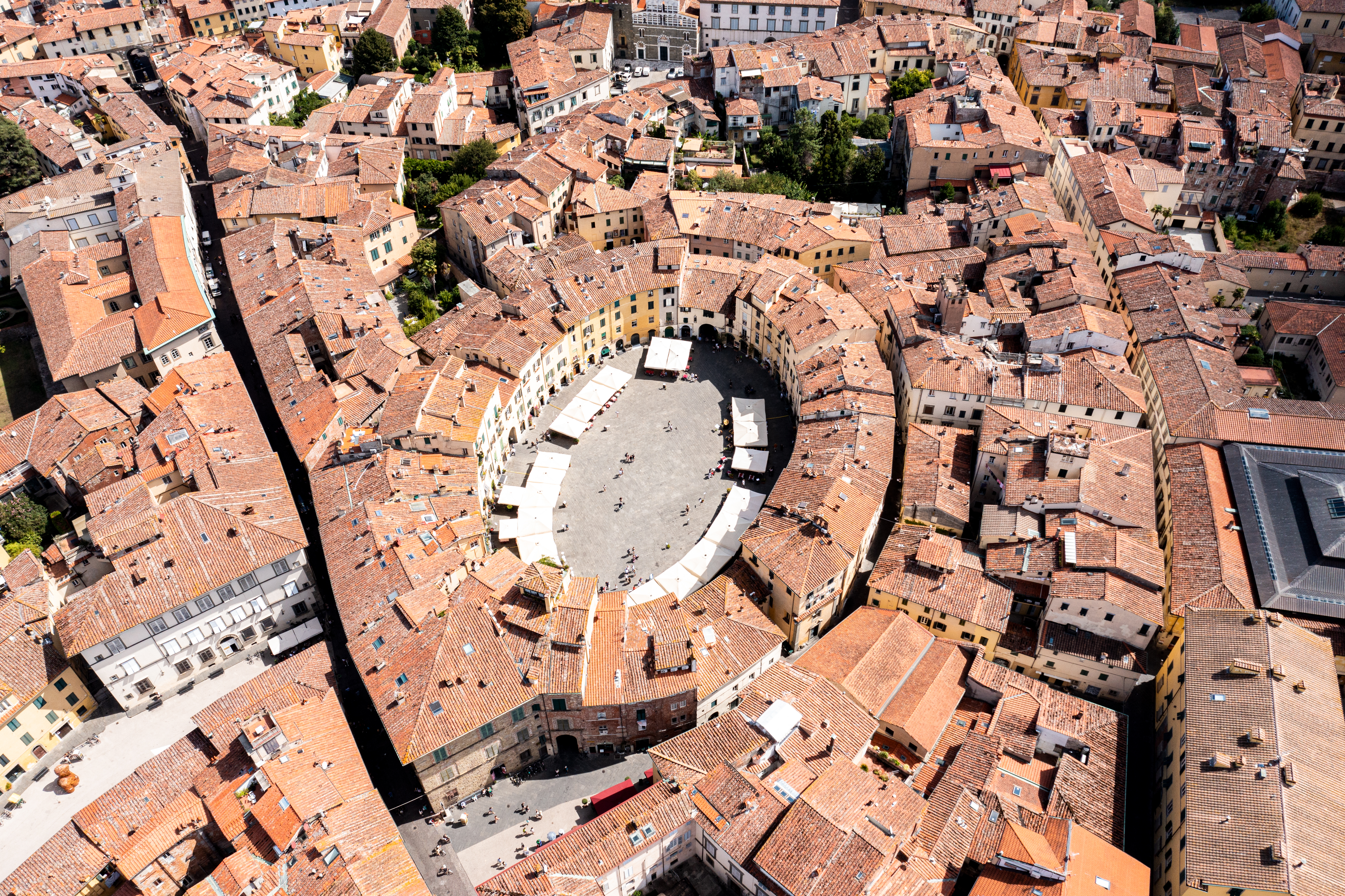
Piazza dell’Anfiteatro
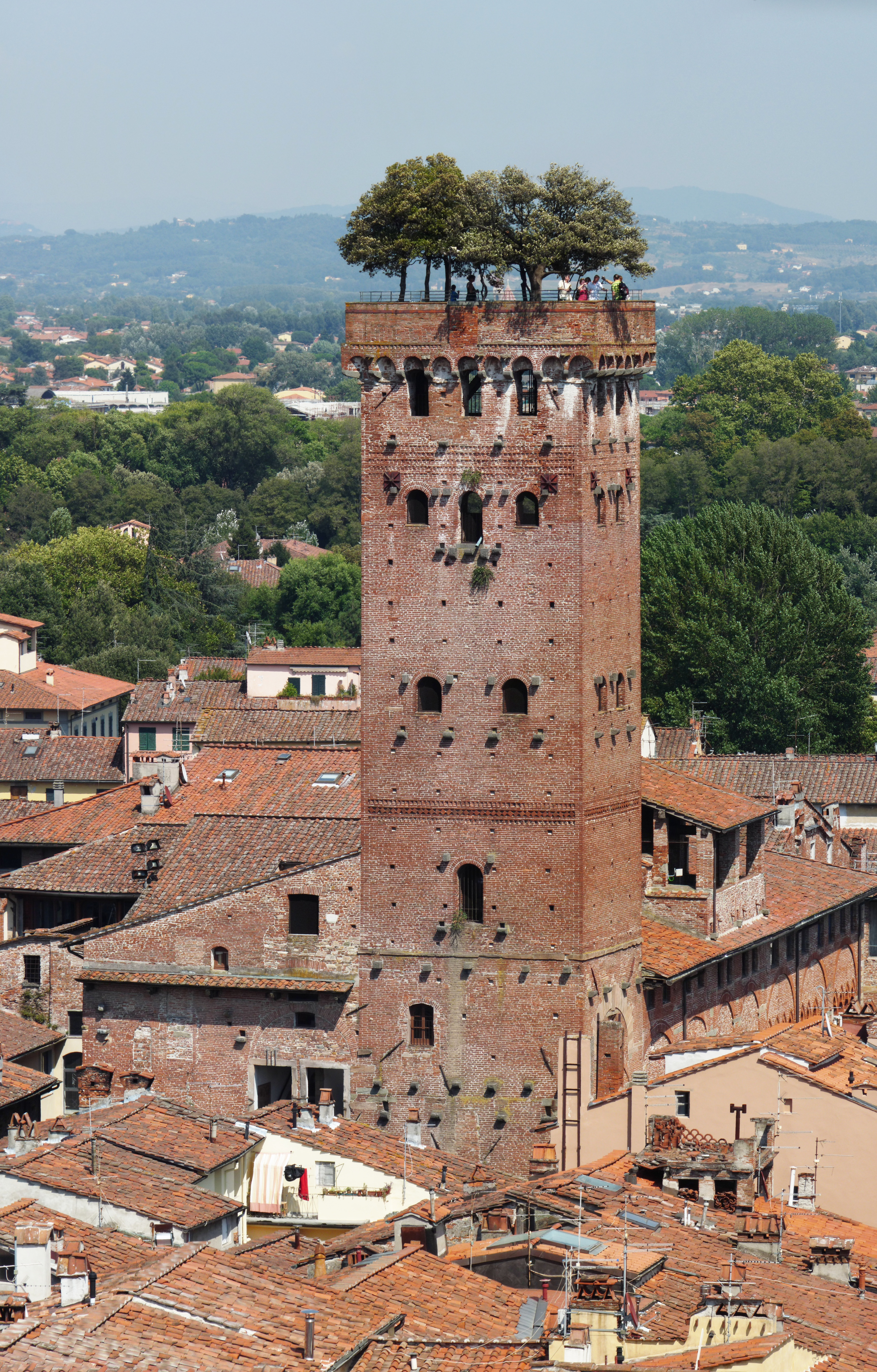
Torre Guinigi
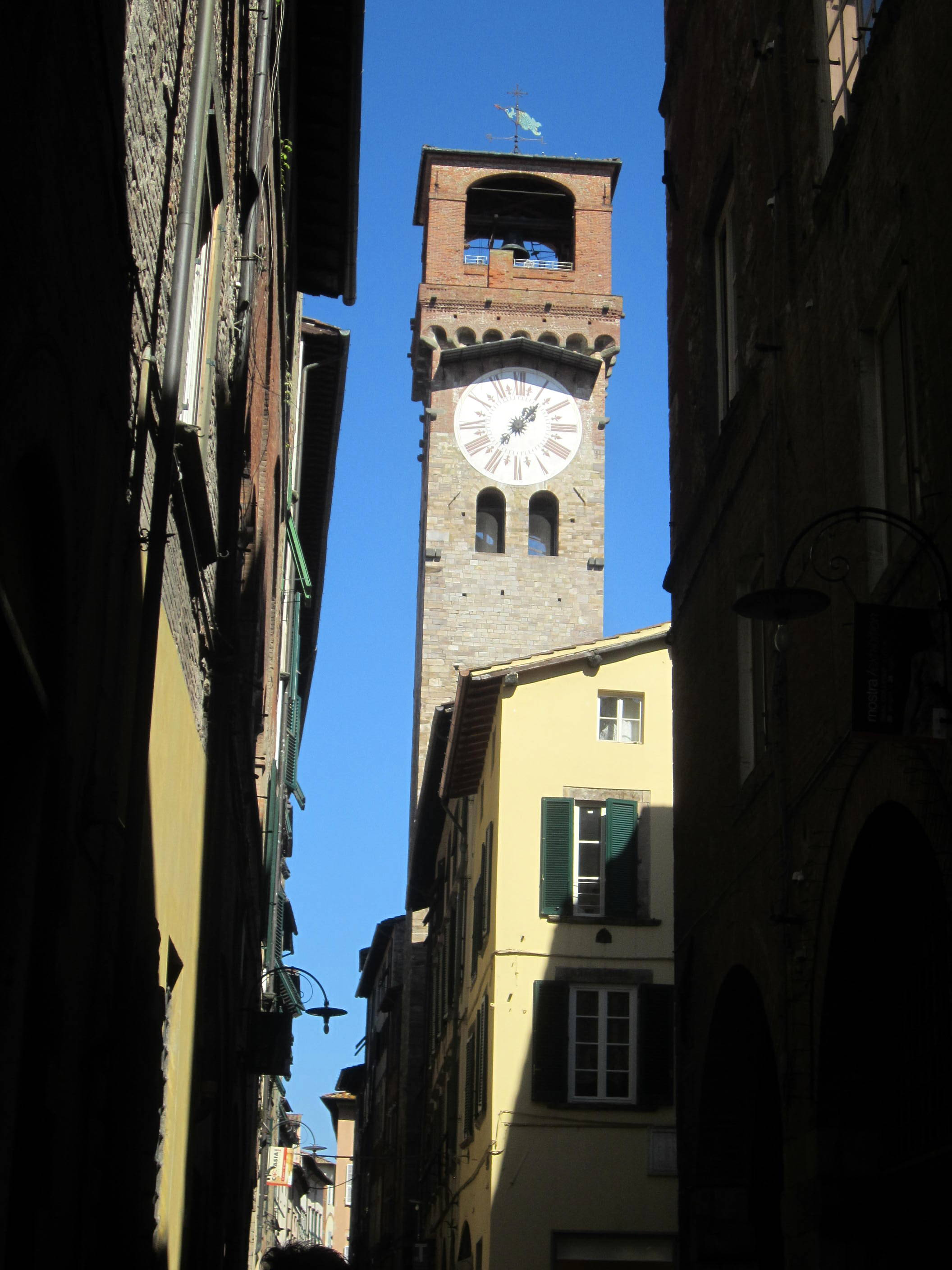
Torre dell’Orologio oder Torre delle Ore (Uhrturm)
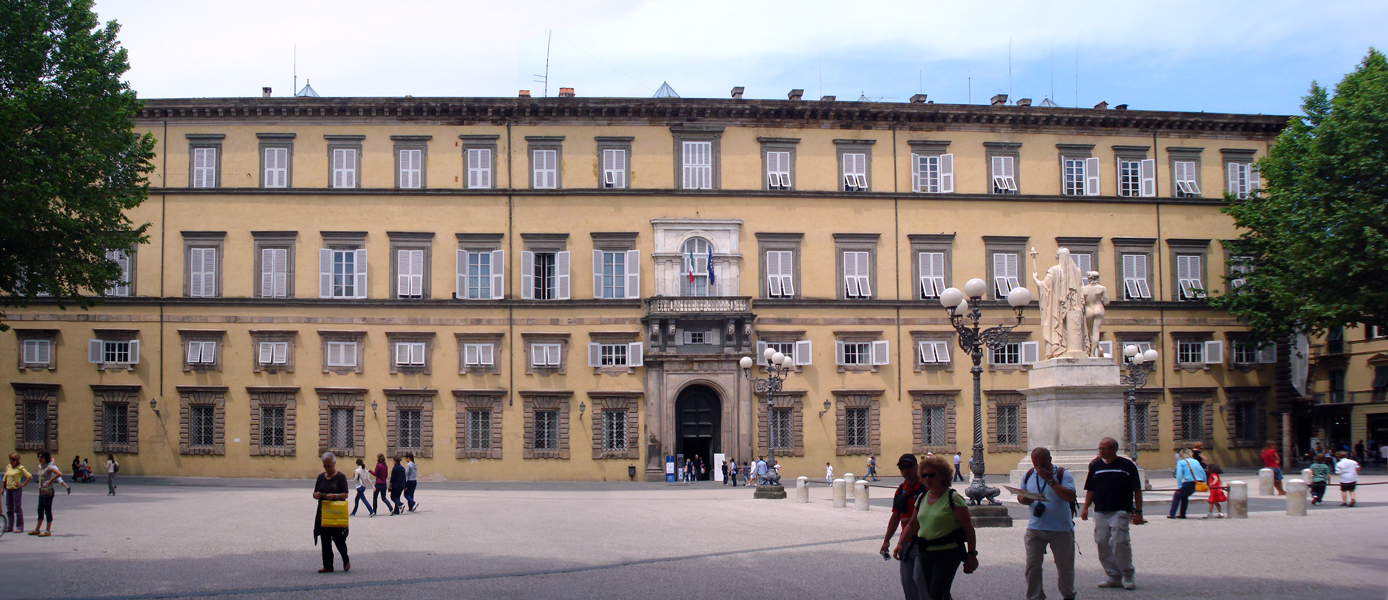
Palazzo Ducale, Piazza Napoleone
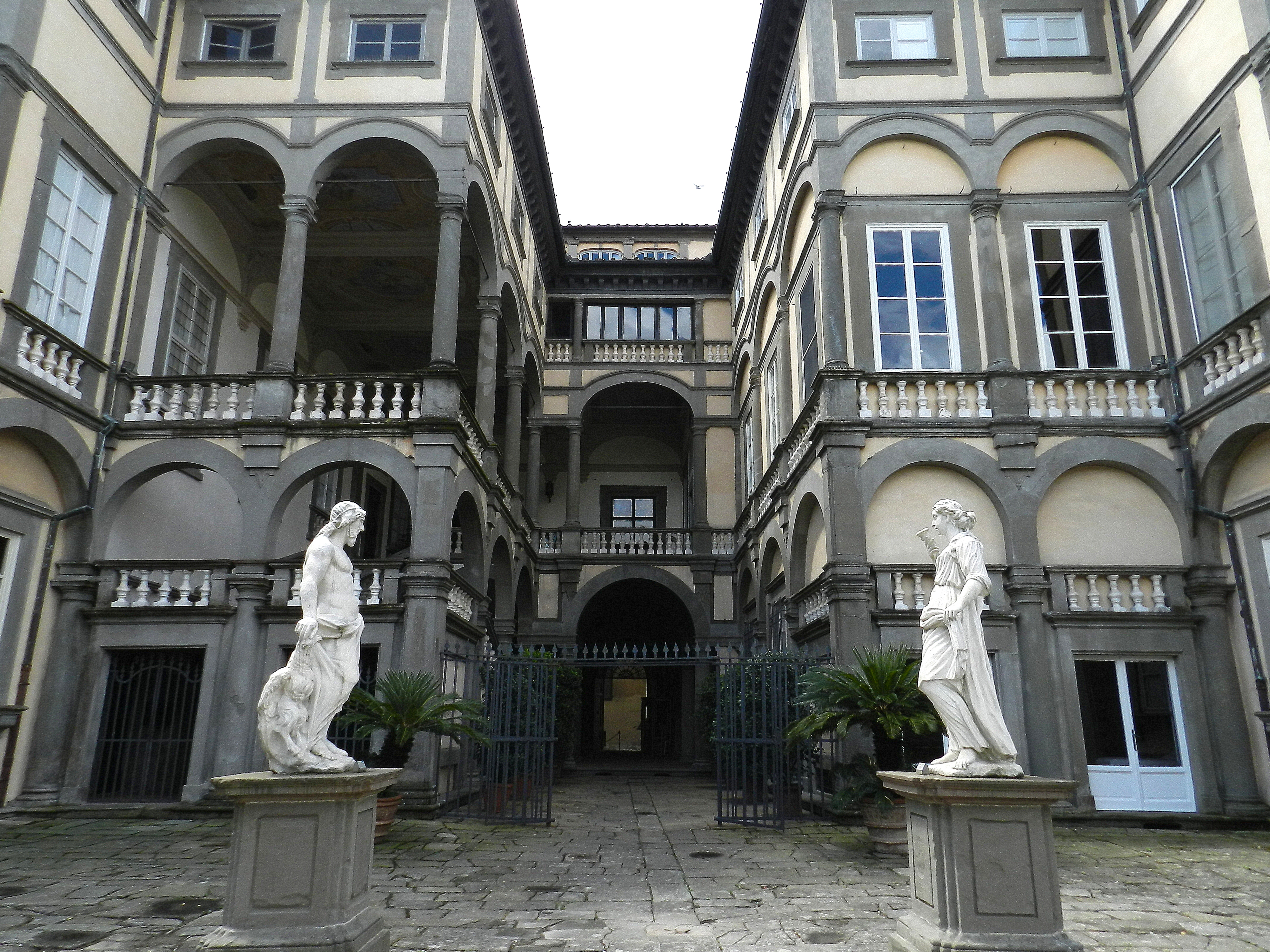
Palazzo Pfanner
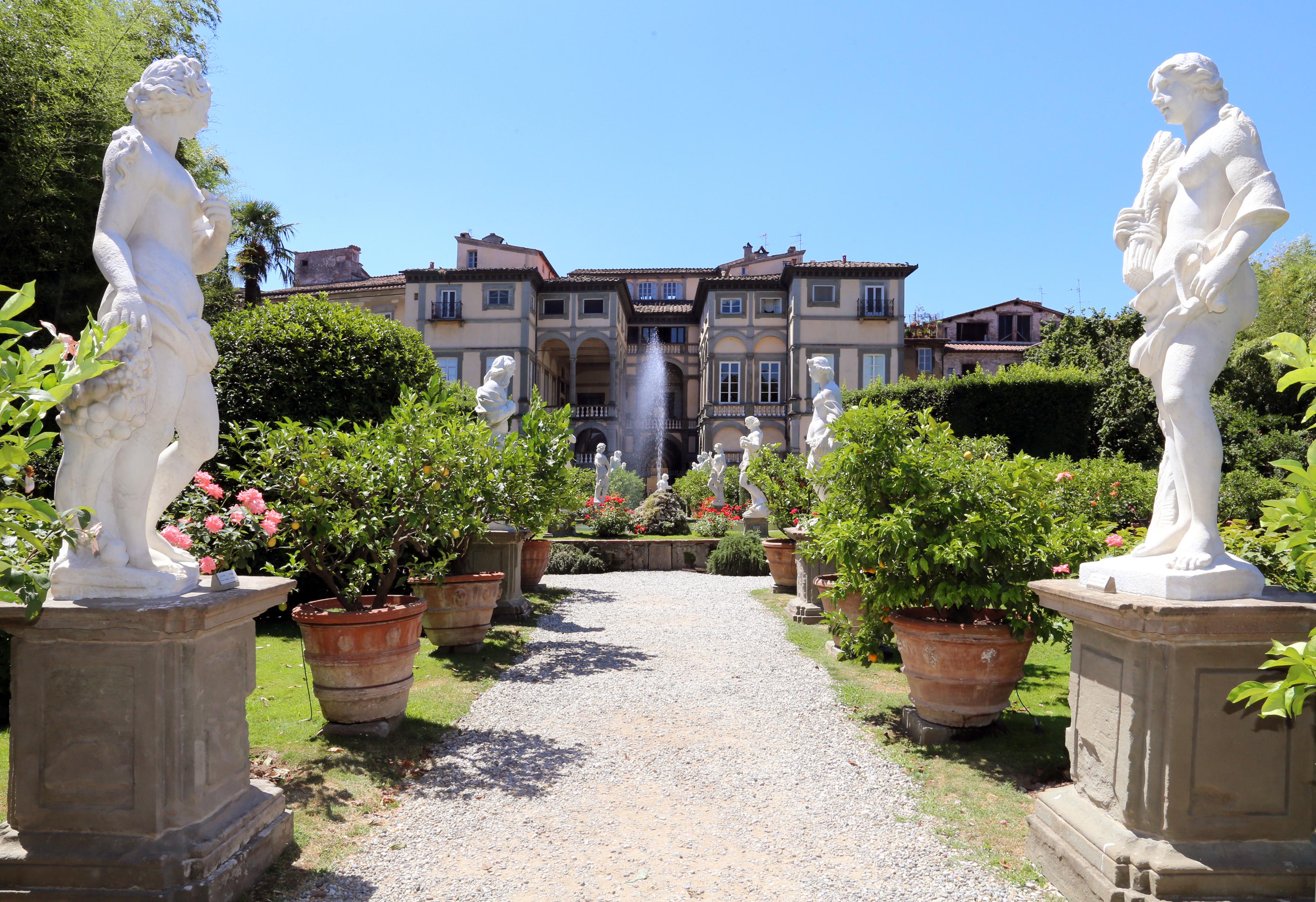
Gartenanlage des Palazzo Pfanner
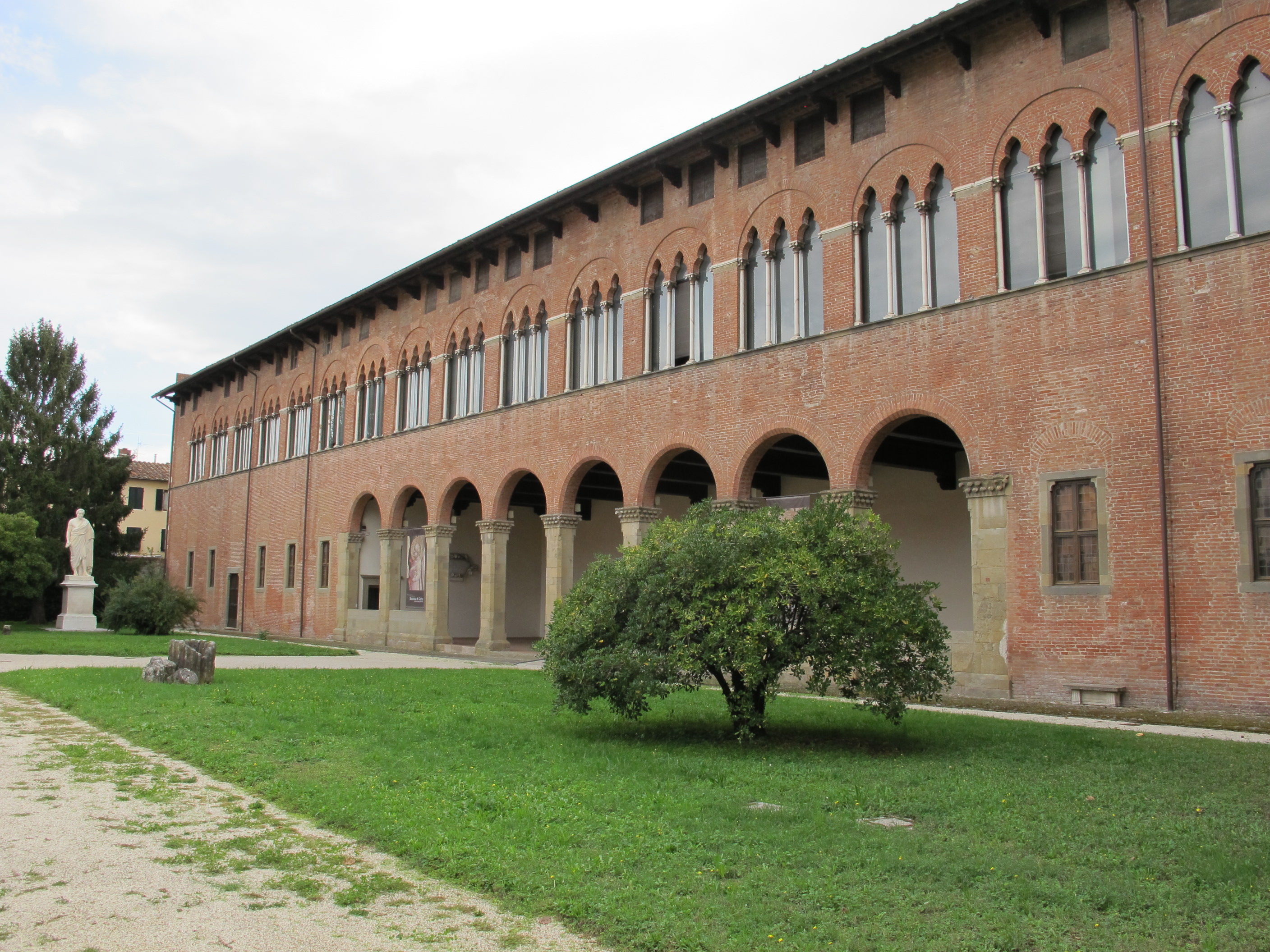
Museo Nazionale di Villa Guinigi
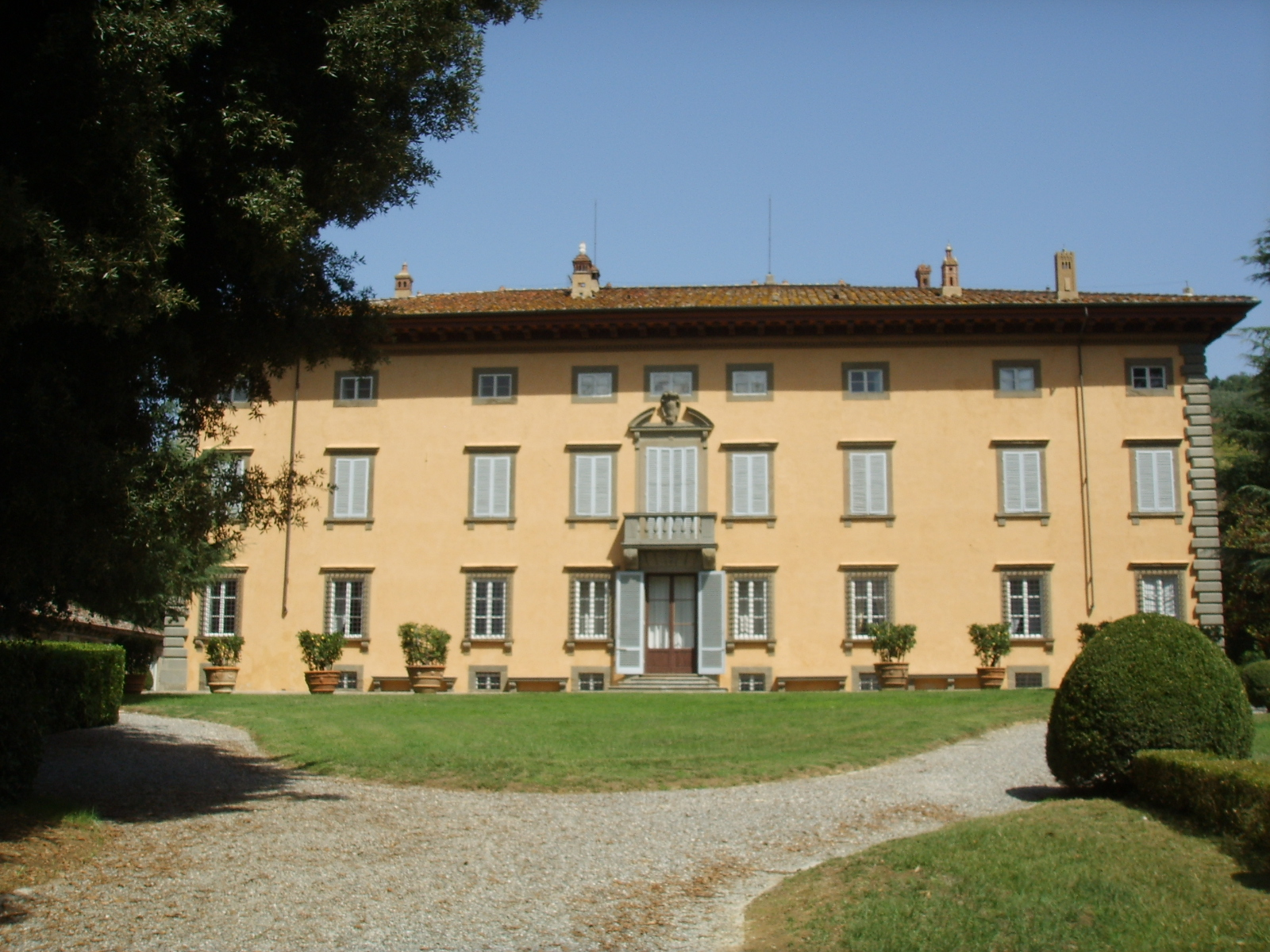
Villa Oliva, Ortsteil San Pancrazio
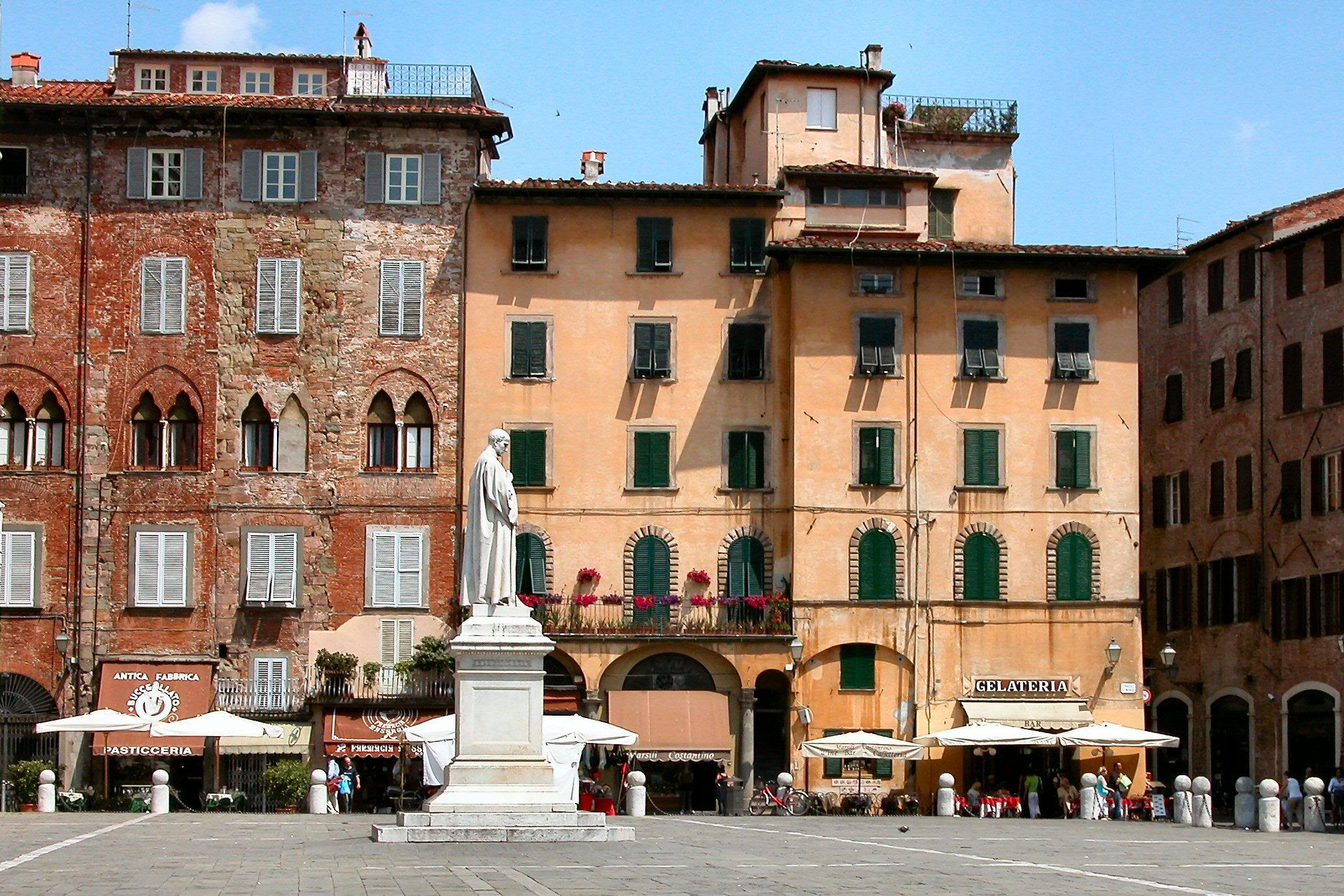
Piazza San Michele
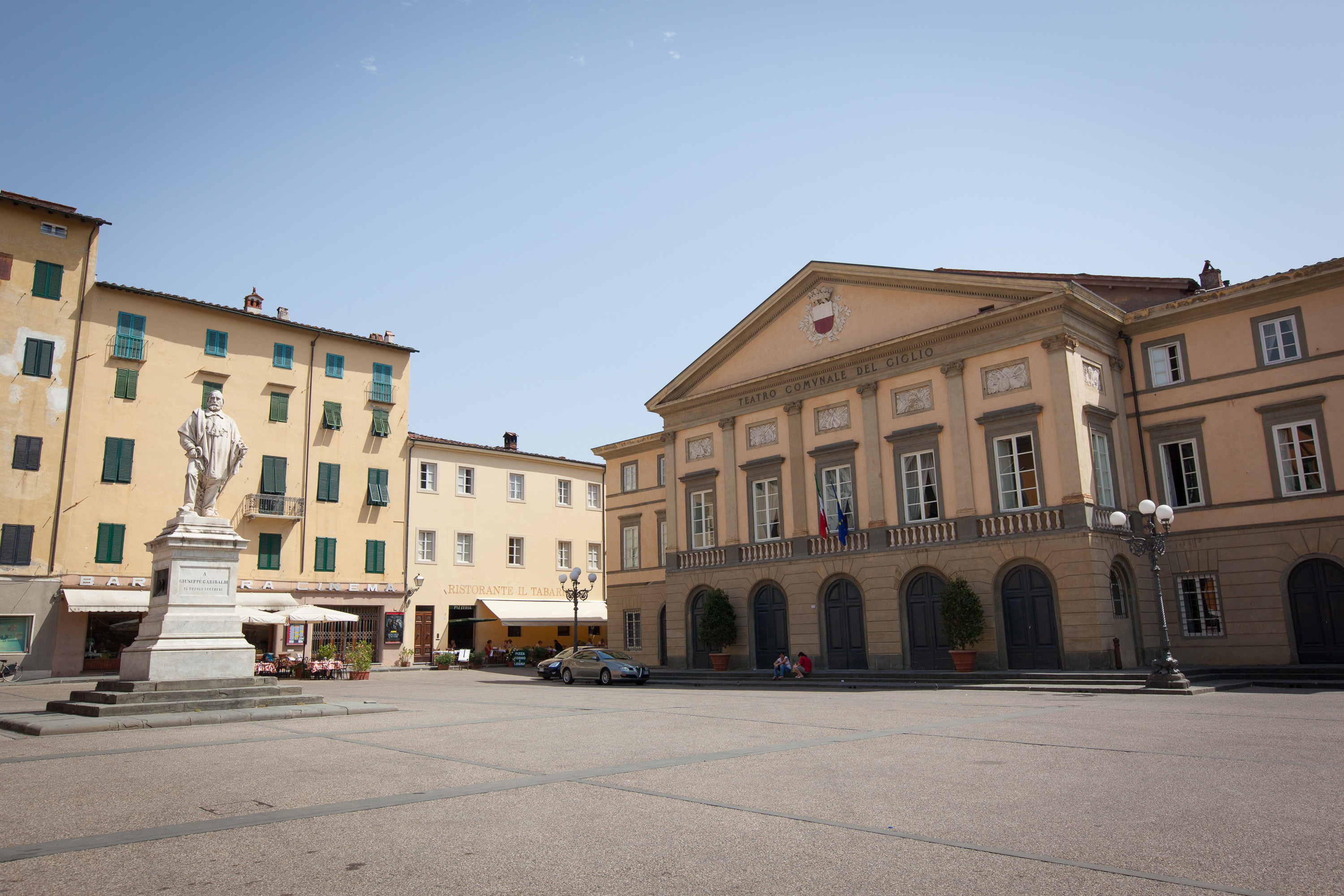
Piazza del Giglio mit Teatro del Giglio
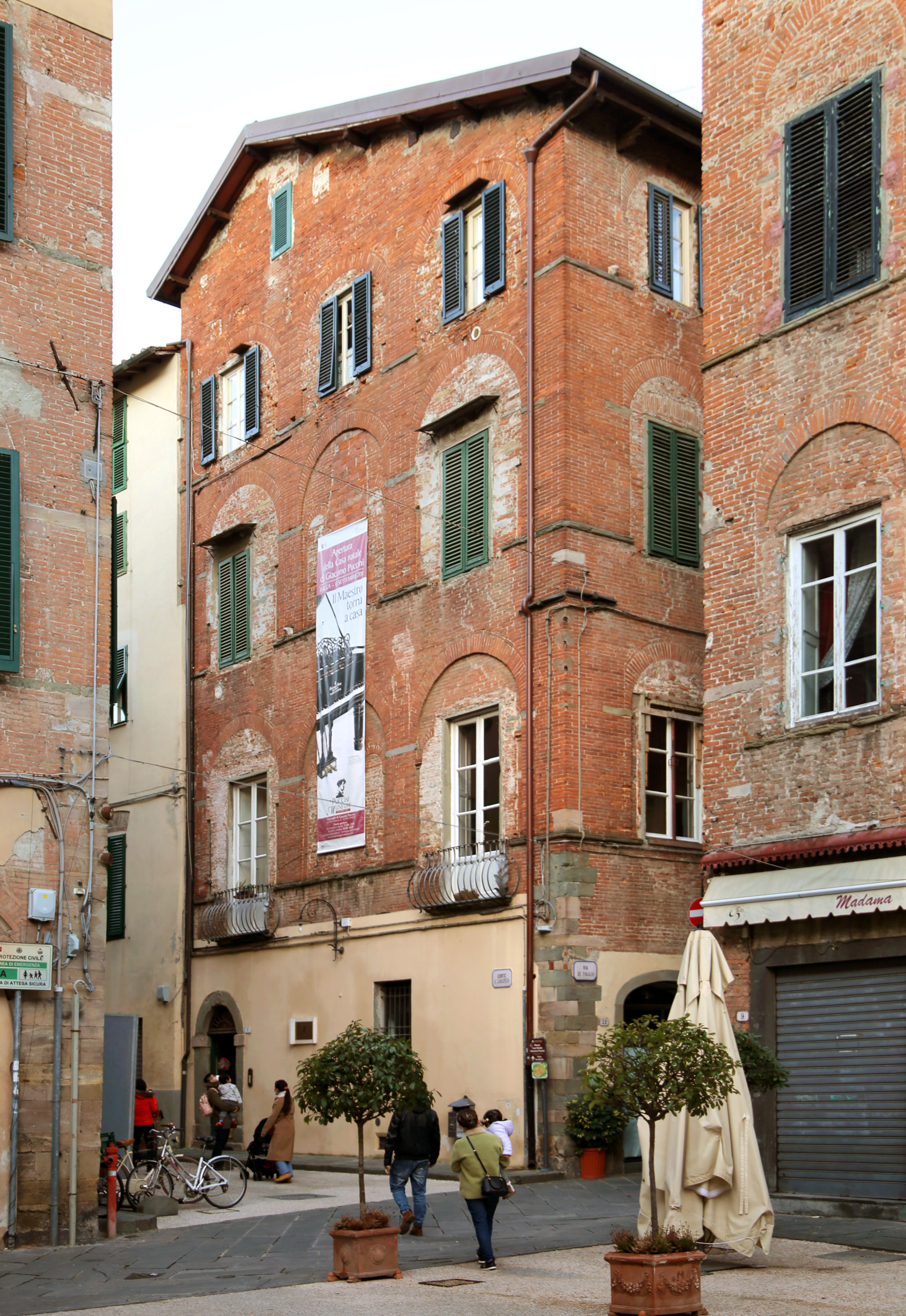
Museums-Geburtshaus von Giacomo Puccini
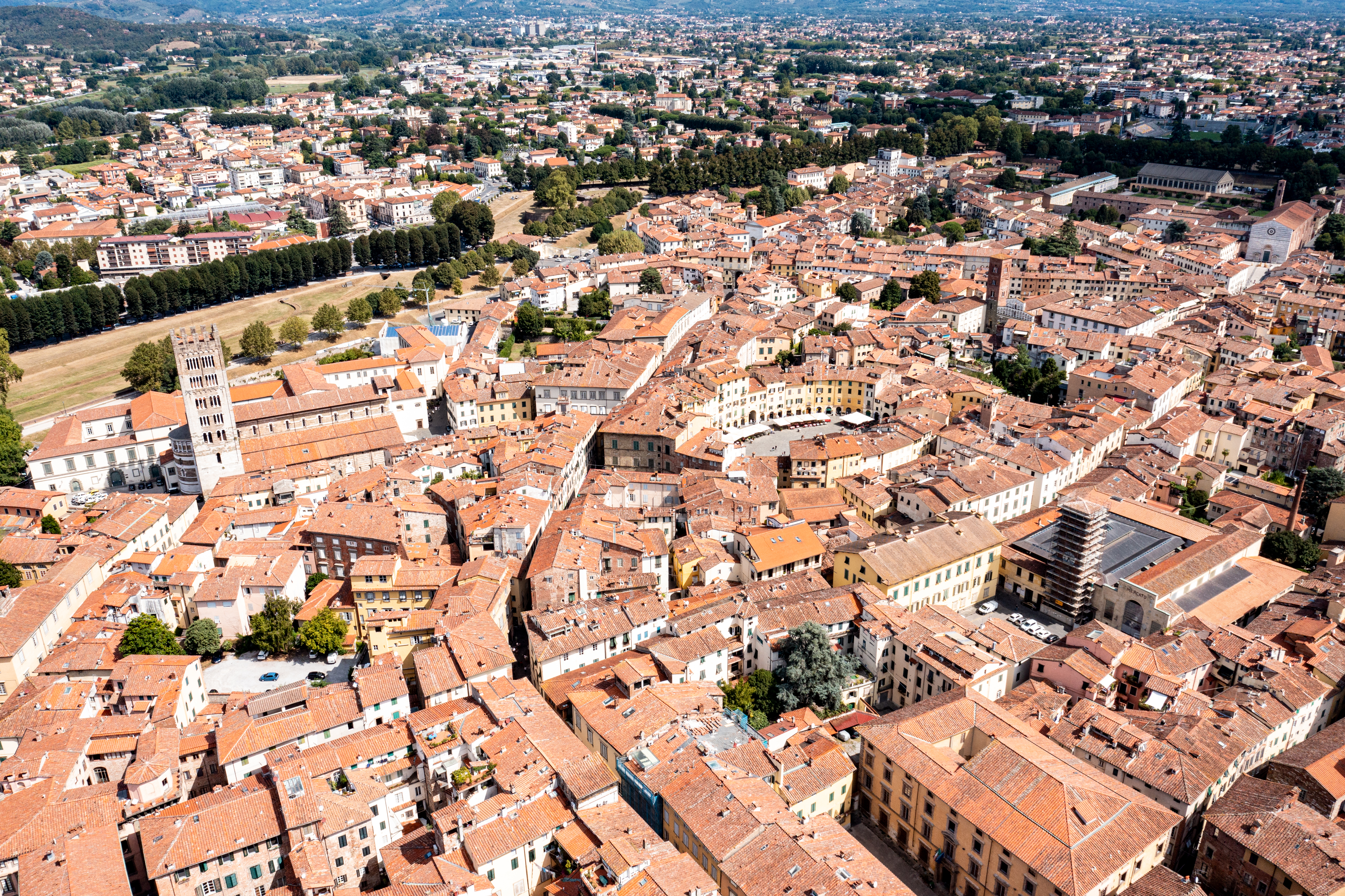
Blick über die Altstadt
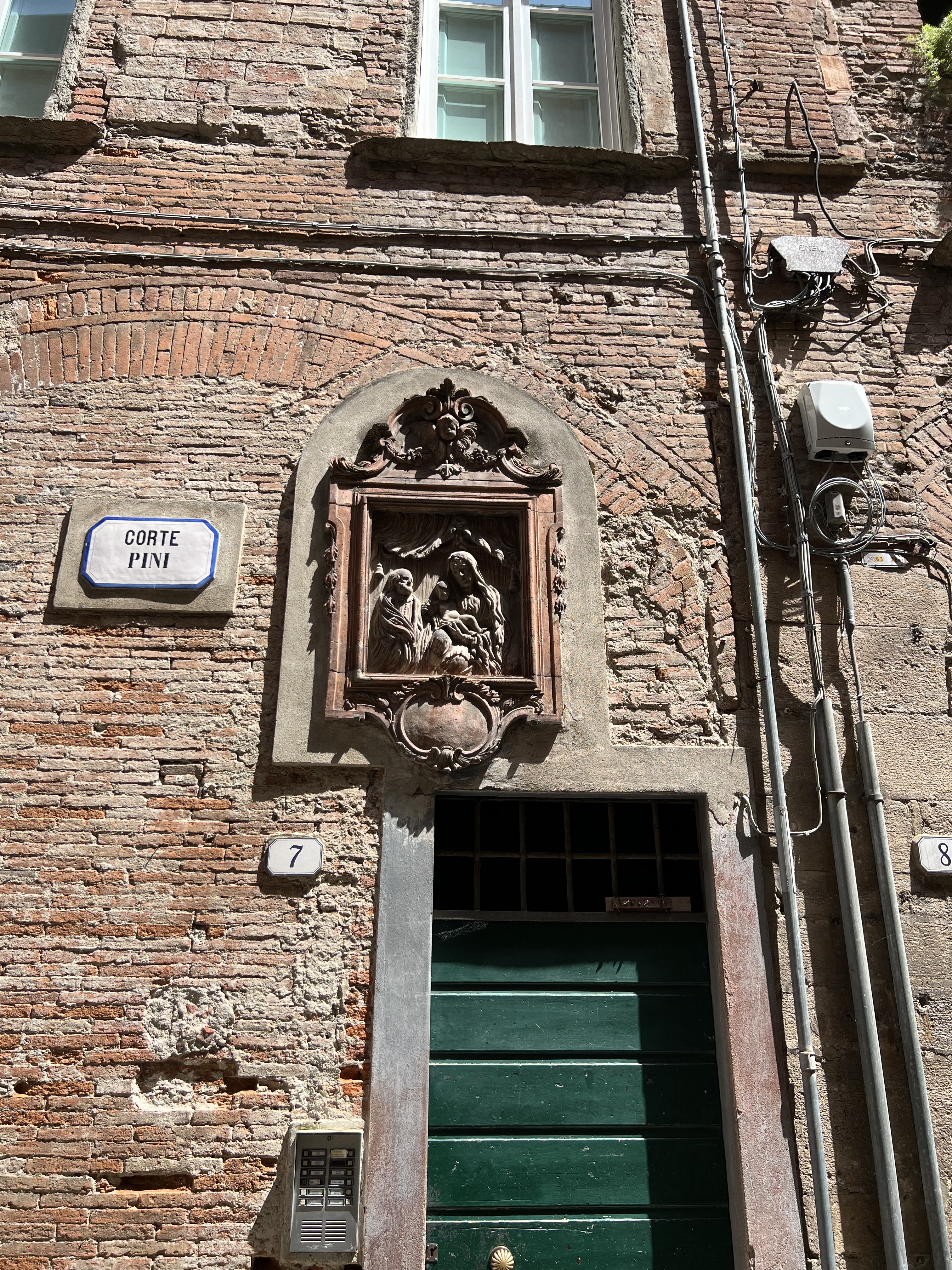
Relief der Heiligen Familie an einem Profanbau

Das Geburtshaus des Komponisten Giacomo Puccini beherbergt heute ein Museum. Der italienische Staat hat das Haus – zusammen mit den Museums-Geburtshäusern von Gioachino Rossini und Giuseppe Verdi – mit dem Europäischen Kulturerbe-Siegel ausgezeichnet (nach dem alten System bis 2010).

### Stadtmauer und Stadttore
Das womöglich beeindruckendste Bauwerk der Stadt ist die vollständig erhaltene Stadtmauer von Lucca, italienisch Mura di Lucca. Ihr Ursprung liegt im Mittelalter, als sie im 12./13. Jahrhundert die römische Mauer ablöste, um im Nordosten die Borghi San Frediano, San Pietro Somaldi und Santa Mari Forisportam mit einzuschließen. Der nächsten, eher marginalen Erweiterung folgte 1504–1648 der Ausbau zur Stadtmauer, wie sie sich heute darbietet: 4,2 km lang, mit 11 Bastionen und 12 Kurtinen. Das Kuriose: Die Mauer wurde nie wirklich zur Verteidigung gebraucht. Immerhin bewahrte sie ganz Lucca vor der Überschwemmung durch das Hochwasser 1812. Maria Luisa von Bourbon-Spanien, 1815–1824 Herzogin von Lucca, ließ auf der Mauer eine Promenade errichten und die Bastionen und Außenbereiche begrünen. Die baumbestandene Promenade auf einer ursprünglich mittelalterlichen Wallmauern-Struktur findet sich in Europa nur noch ein weiteres Mal bei der Stadt Soest. Sowohl der Spazierweg als auch die Grünflächen sind äußerst beliebte Areale für sportliche Aktivitäten und Veranstaltungen.
Beim Ausbau der Mauer waren ursprünglich nur drei Stadttore vorgesehen: die Porta di Santa Maria im Norden, die Porta di San Donato im Nordwesten und die Porta di San Pietro im Südwesten. Der Ostteil erhielt erst 1804 ein Tor. Es heißt nach seiner Erbauerin, der Fürstin von Lucca Elisa Bonaparte, Porta Elisa. Zwei weitere Torbauten, die Porta San Jacopo im Nordosten und die Porta Sant‘Anna im Westen sind jüngeren Datums. Die mittelalterliche Stadtmauer hatte ebenfalls vier Stadttore. Die beiden heute noch erhaltenen, die Porta San Gervasio (oder Portone dell‘Anunziata) und die Porta dei Borghi, befinden sich jetzt innerhalb des Mauerrings.

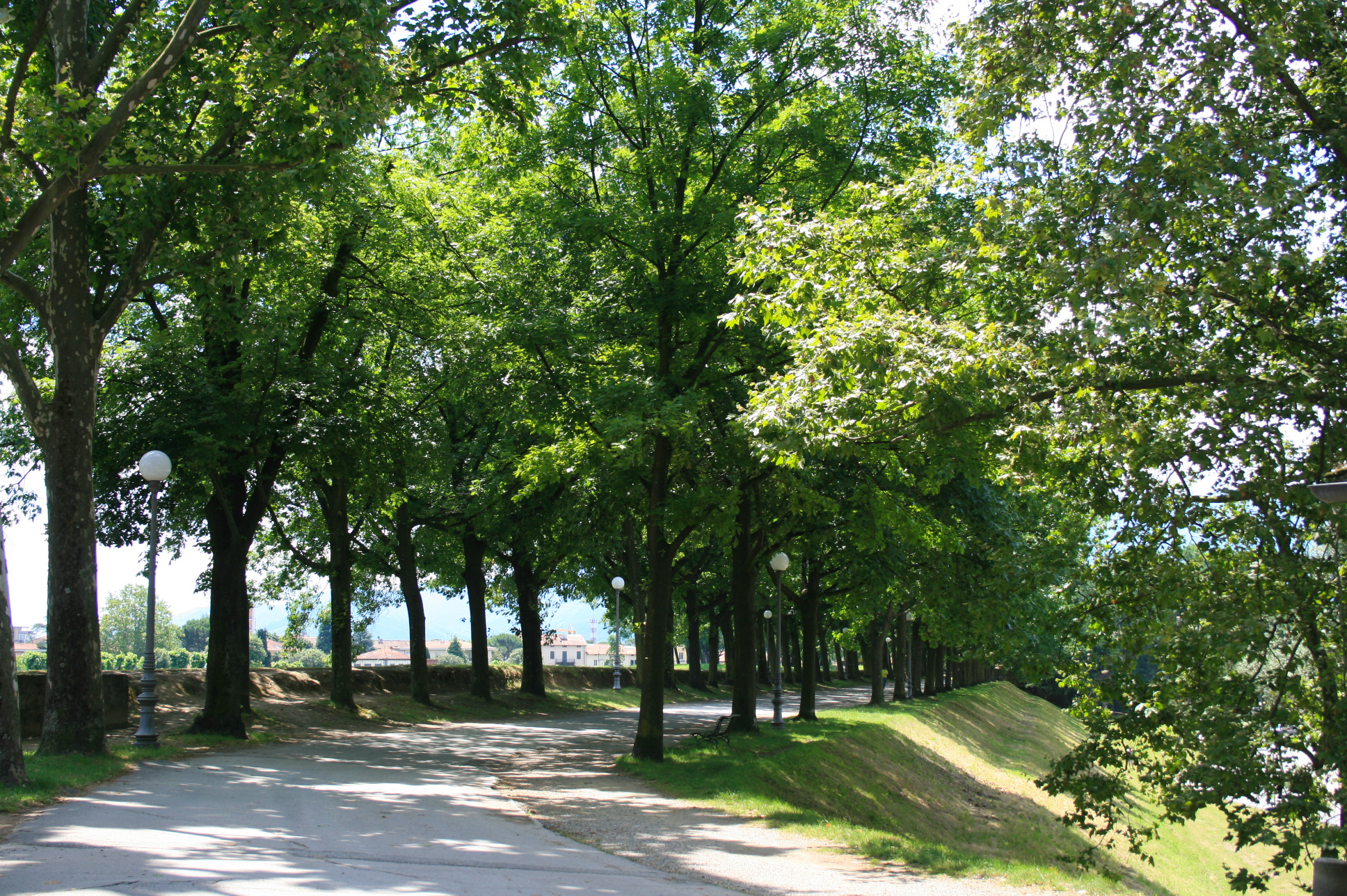
Spazierweg über die Stadtmauer
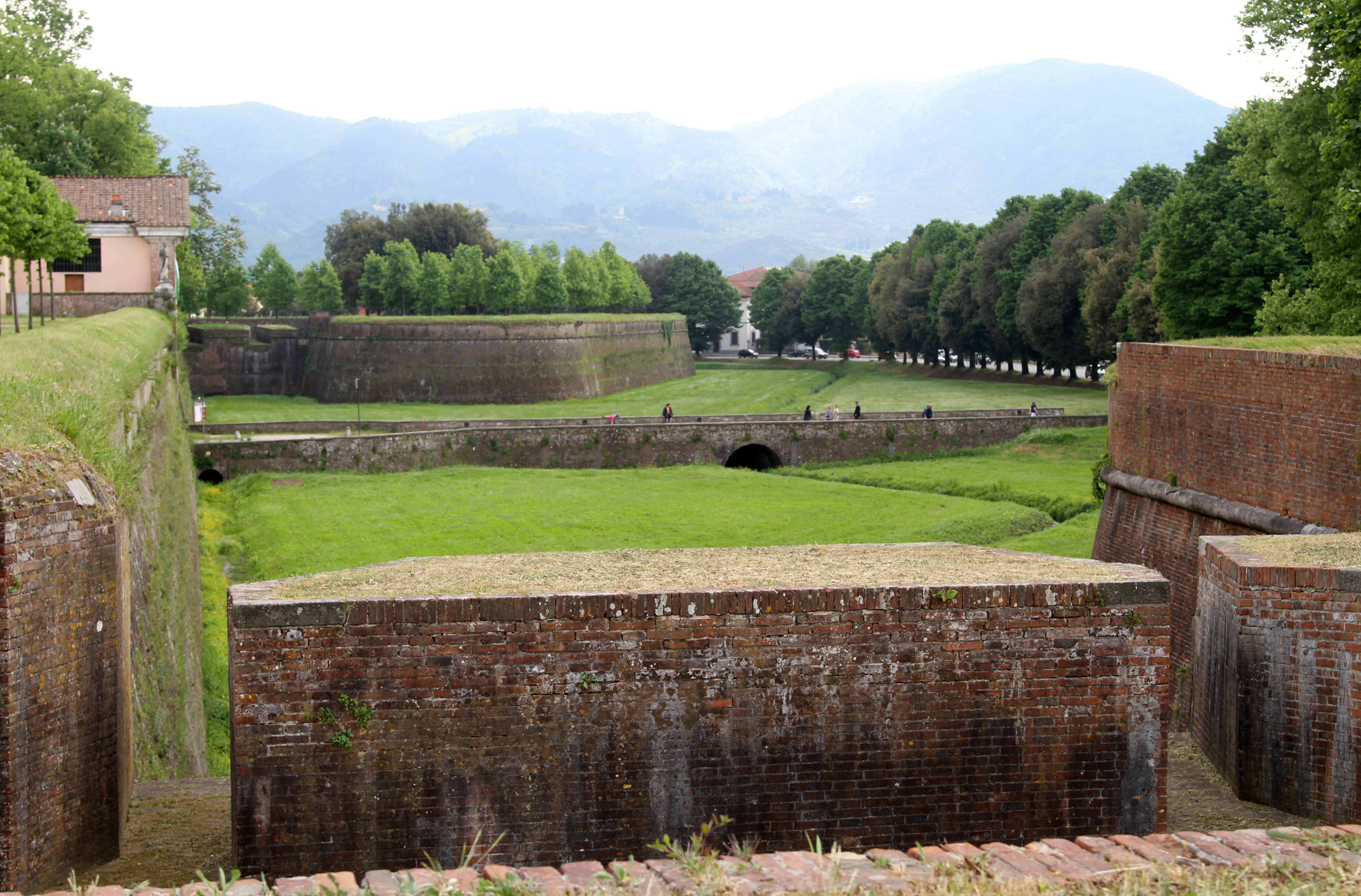
Festungsanlage des 16./17. Jahrhunderts
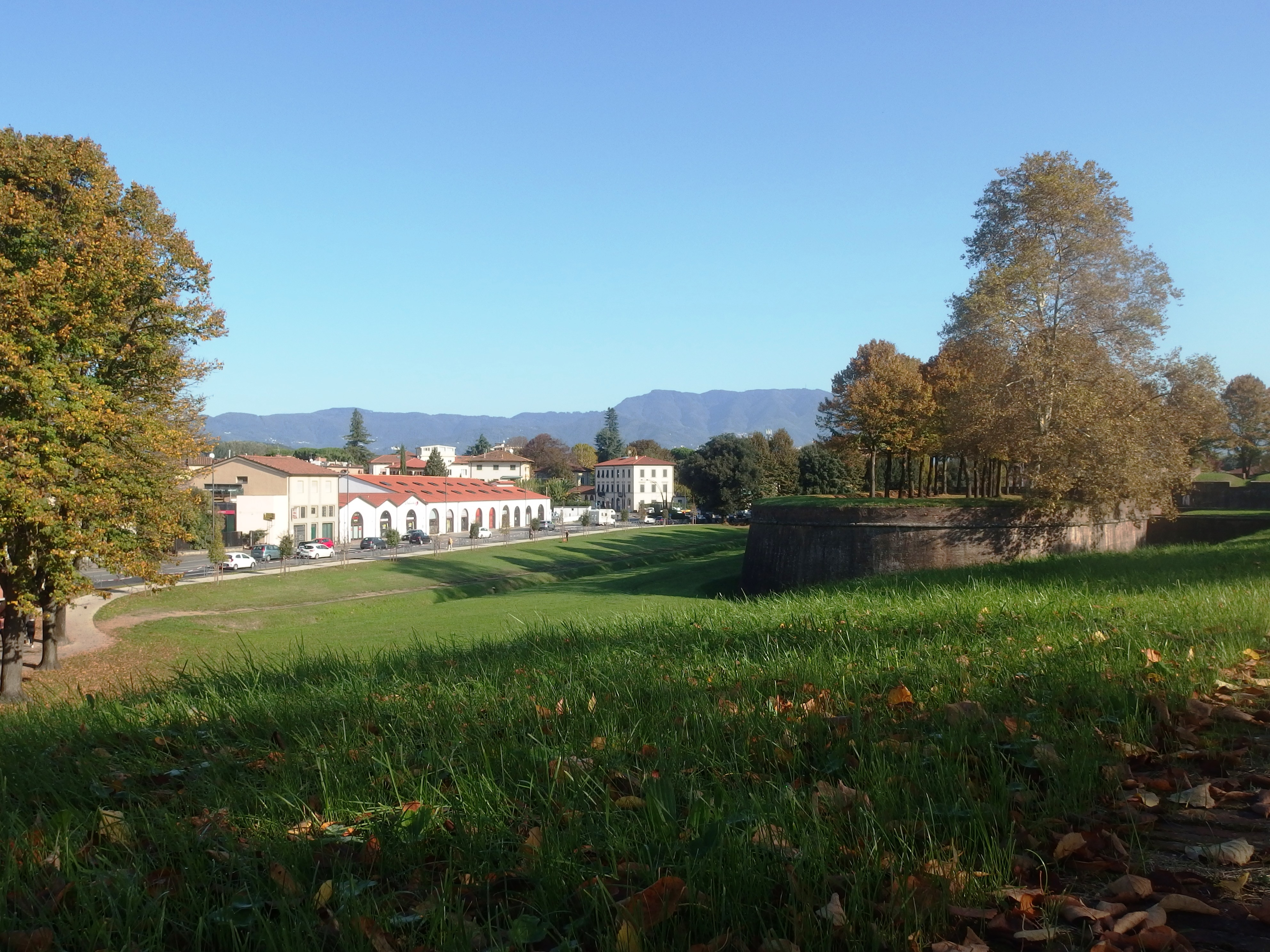
Baluardo San Salvatore
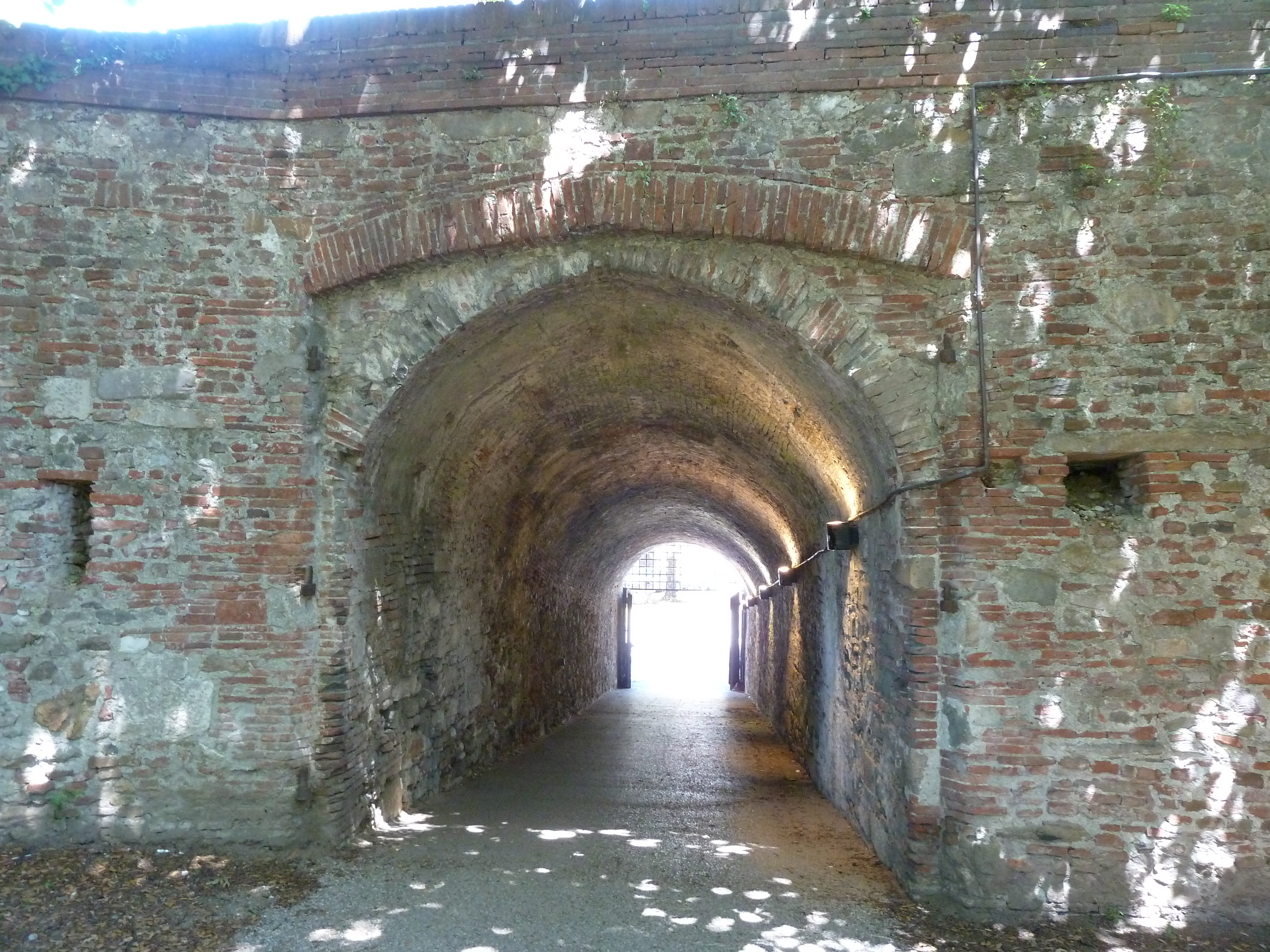
Passage durch die Bastion Santa Maria
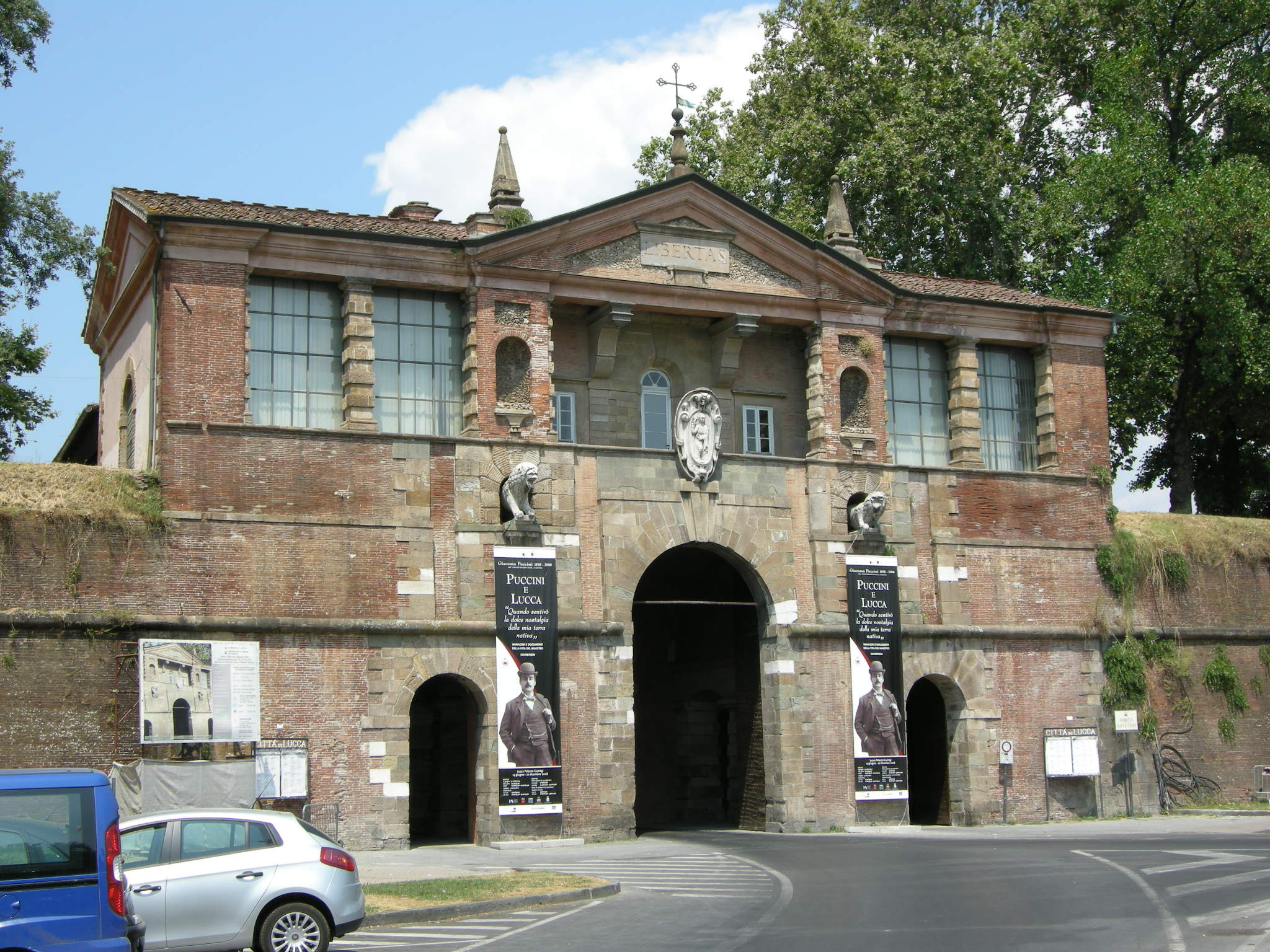
Porta San Pietro
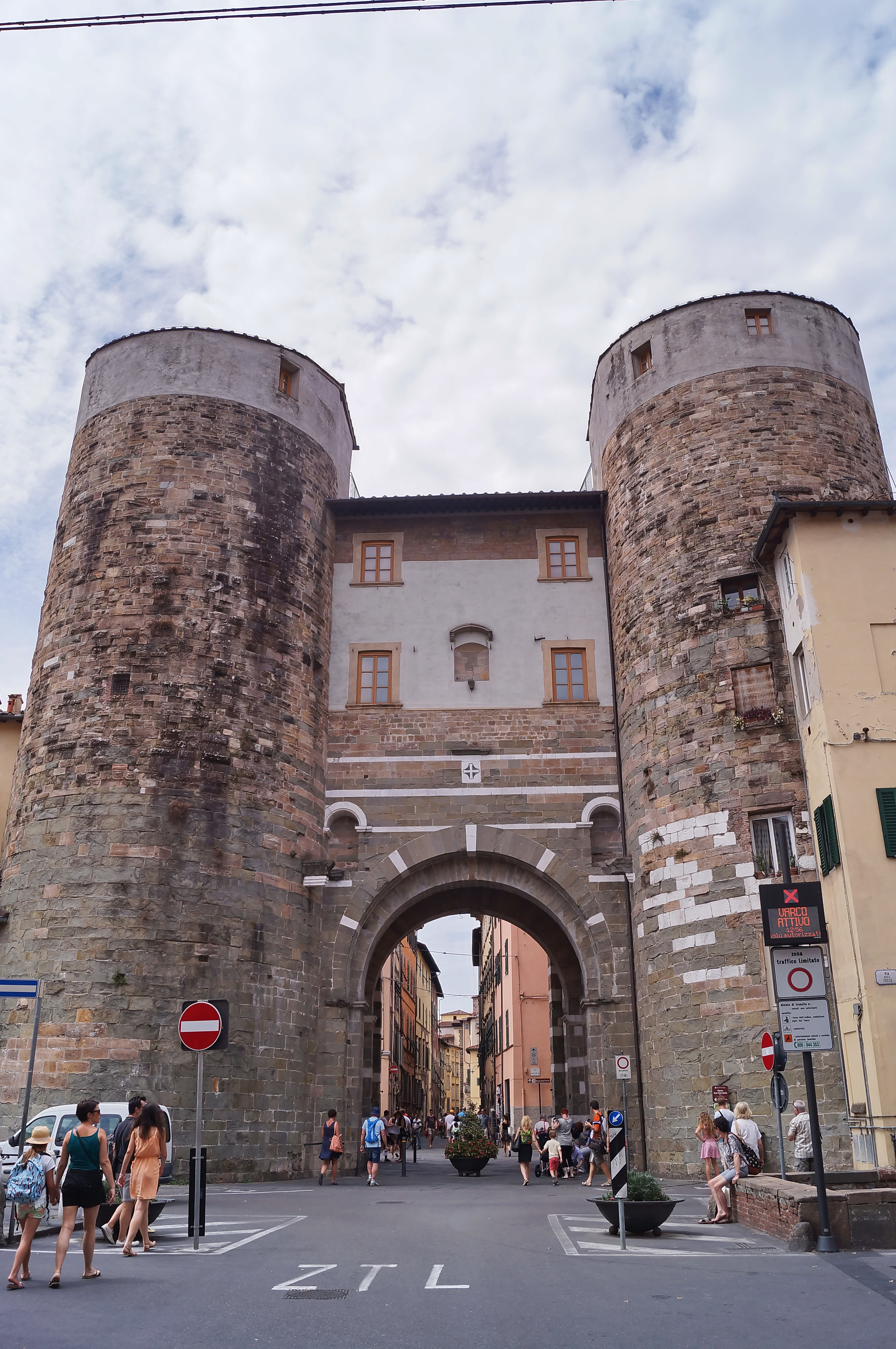
Porta San Gervasio
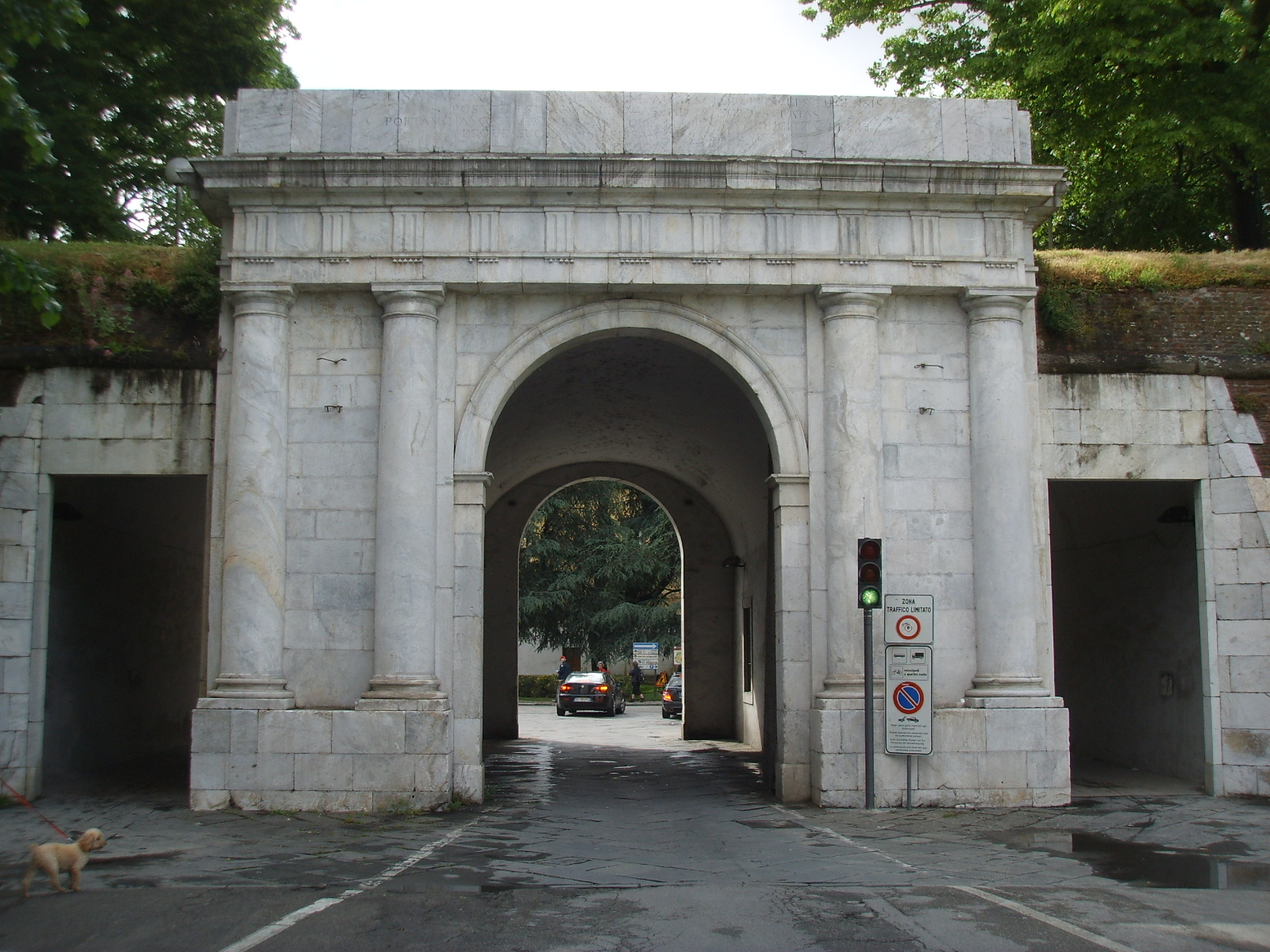
Porta Elisa
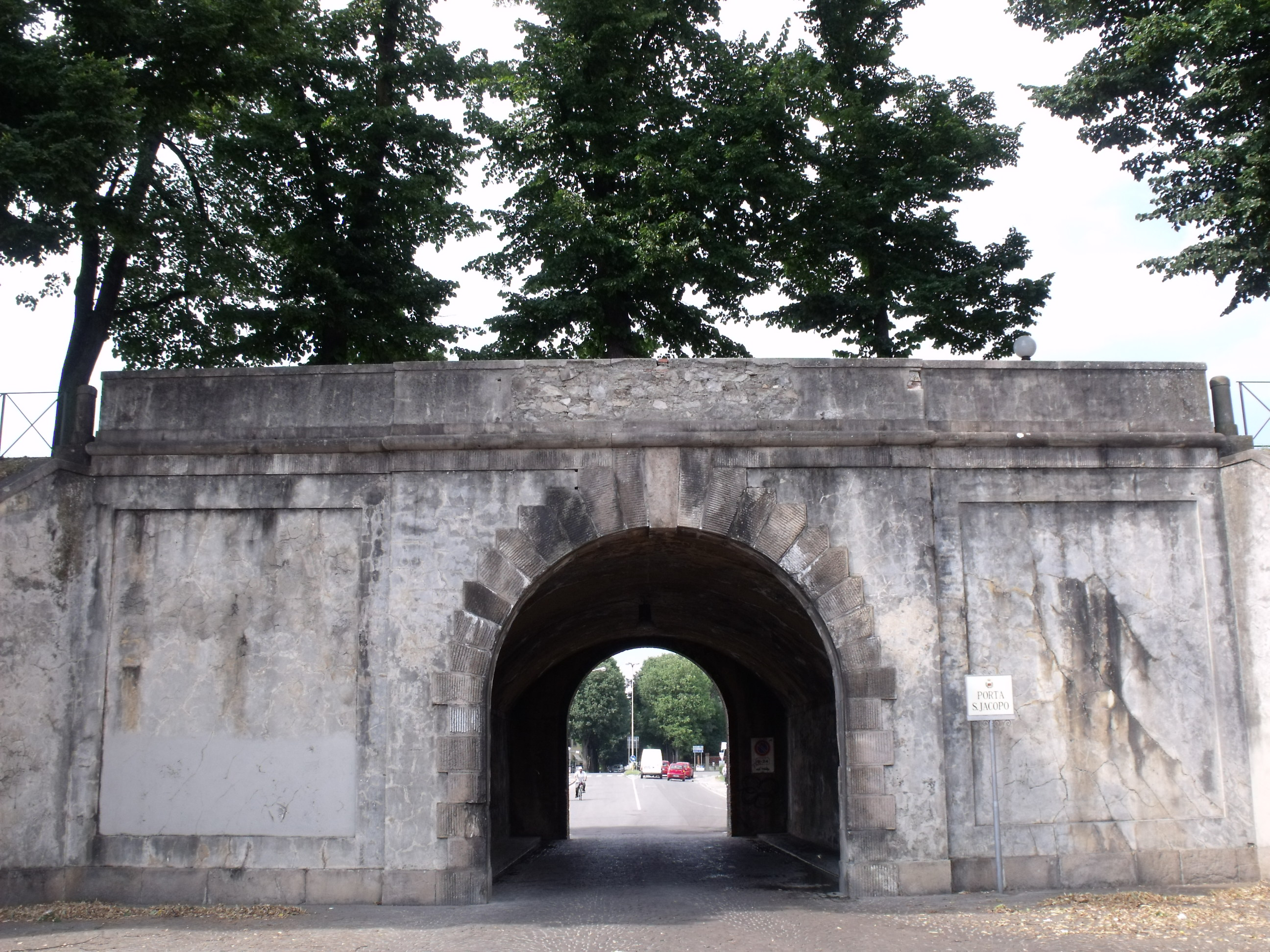
Porta San Jacopo
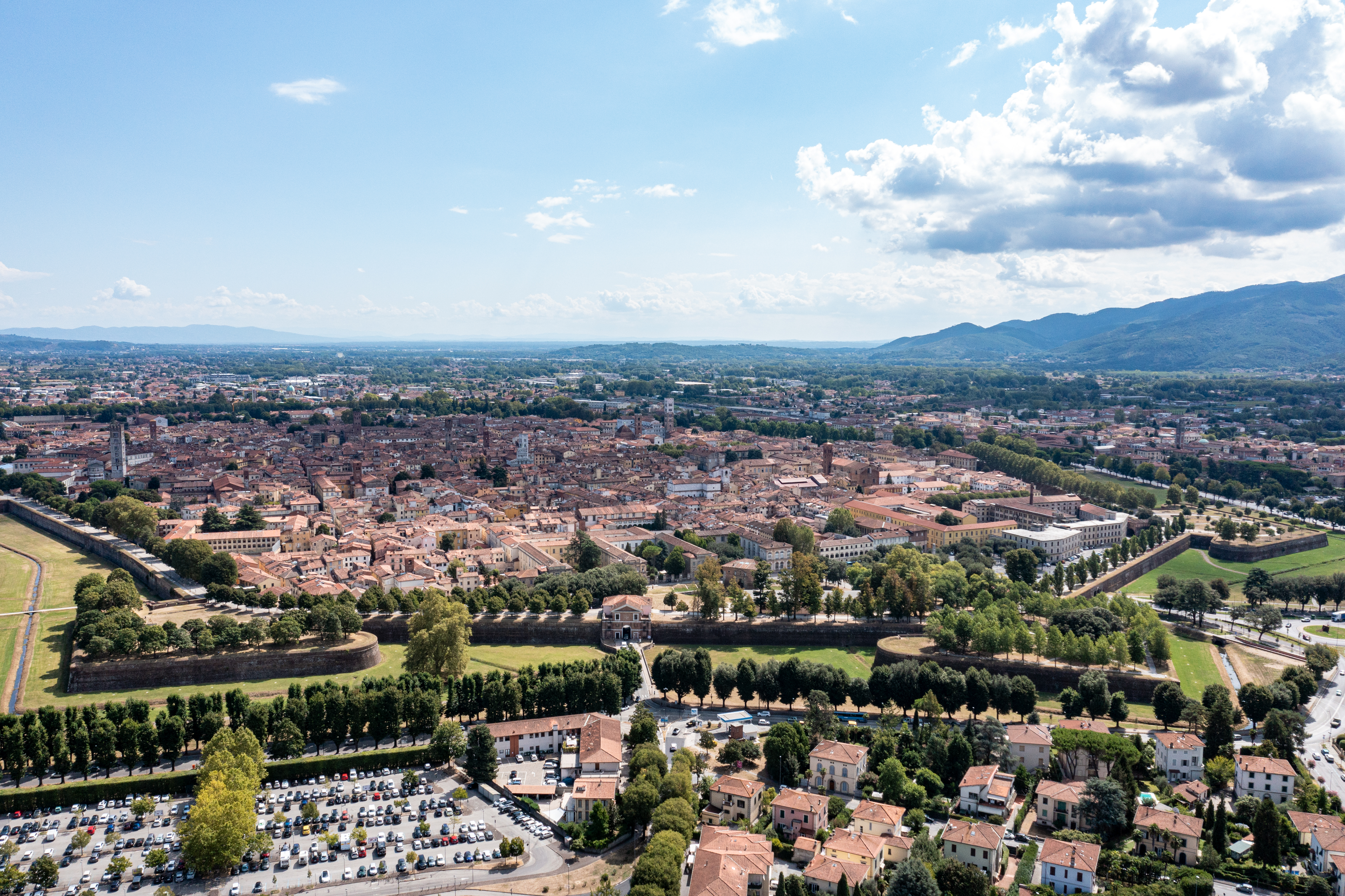
Blick über die Altstadt mit Festungsmauer

## Städtepartnerschaften
Lucca unterhält offizielle Partnerschaften zu fünf europäischen Städten und einer Stadt in Übersee:
- Abingdon im Vereinigten Königreich
- Schongau in Deutschland
- Colmar in Frankreich
- Sint-Niklaas in Belgien
- Gorinchem in den Niederlanden
- South San Francisco in den Vereinigten Staaten

## Persönlichkeiten
Bekannte Persönlichkeiten der Stadt sind in der Liste von Persönlichkeiten der Stadt Lucca aufgeführt.

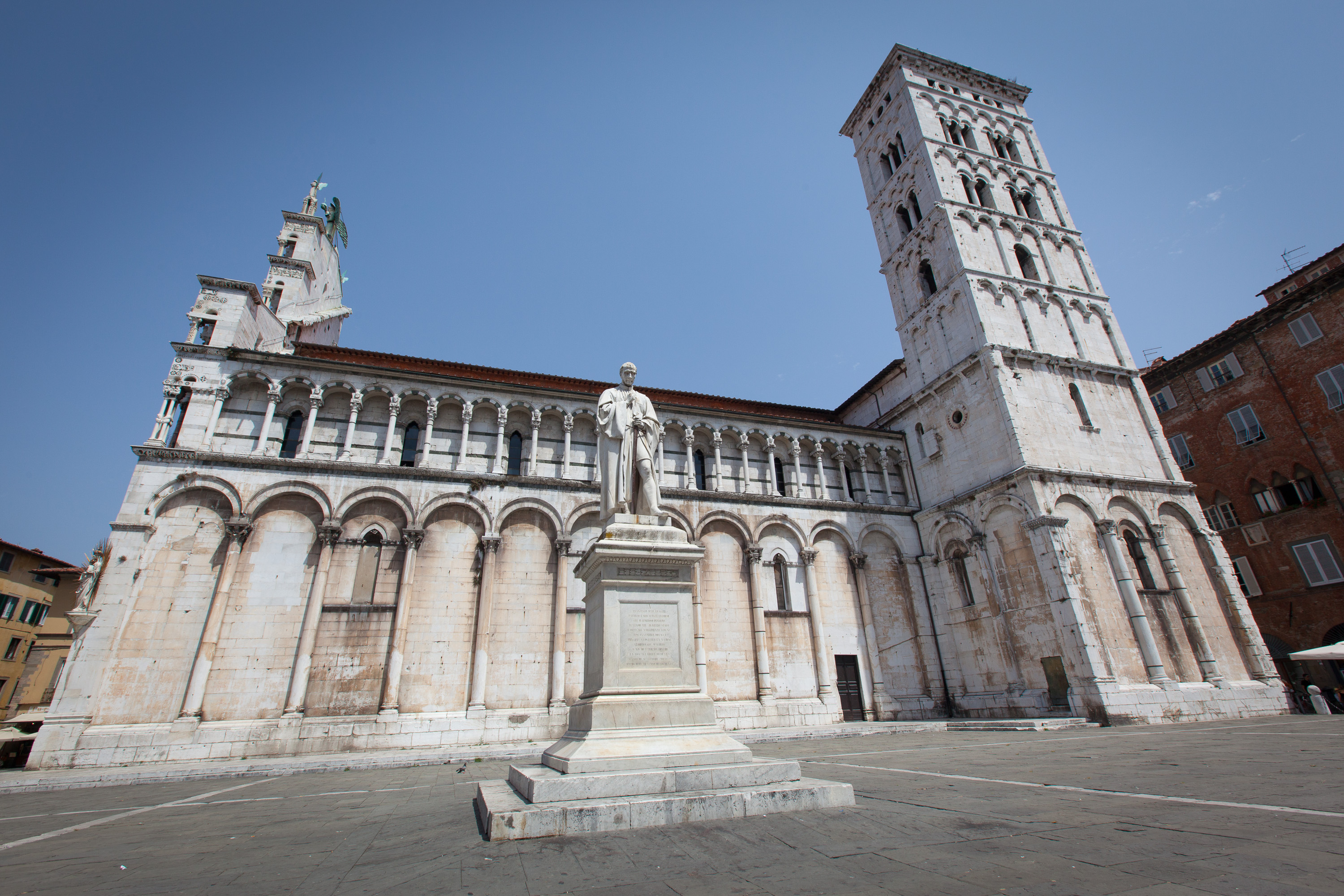
Denkmal für Francesco Burlamacchi vor San Michele in Foro, von Ulisse Cambi
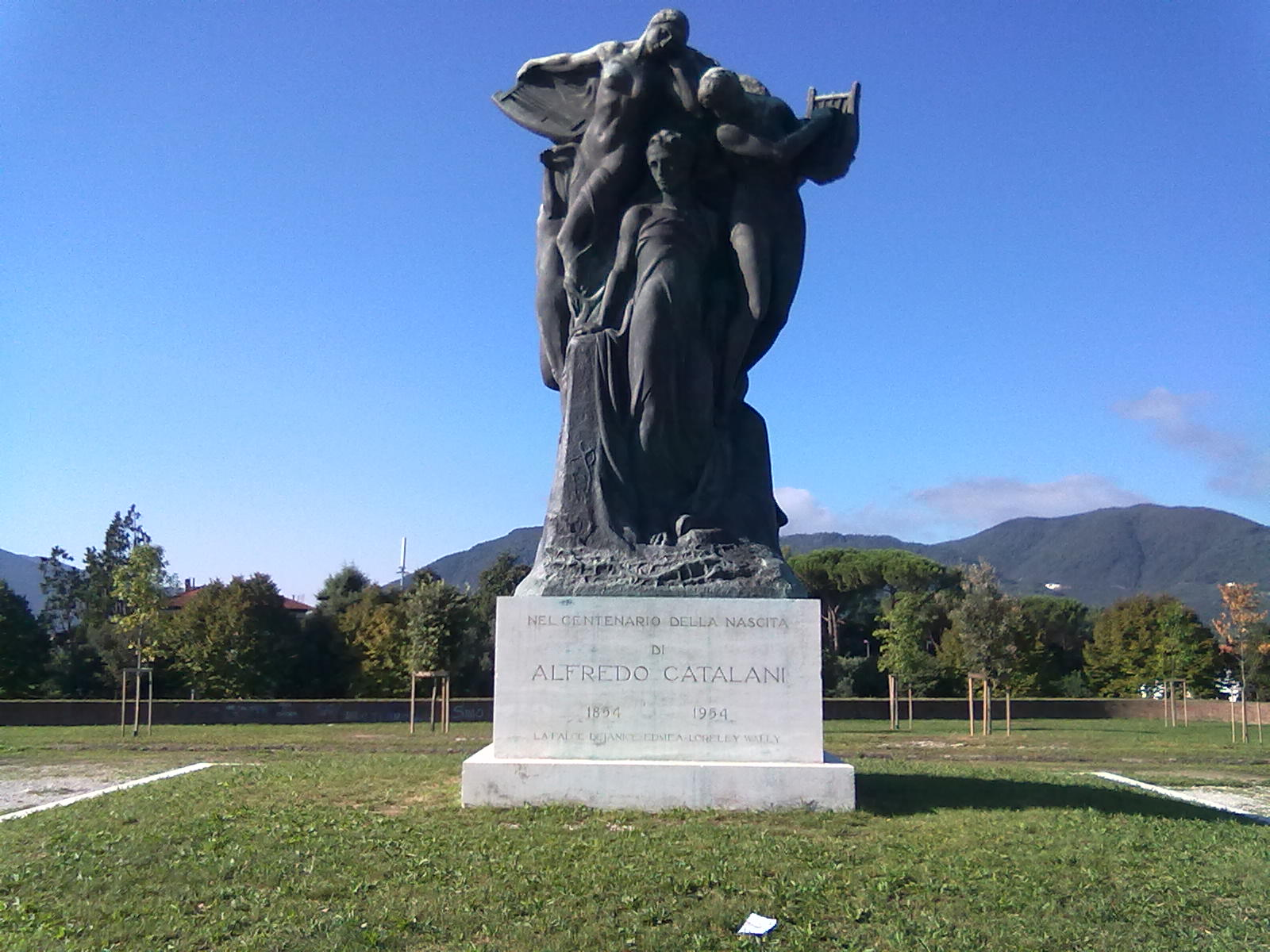
Denkmal für Alfredo Catalani zum 100. Geburtstag 1954 errichtet, von Francesco Petroni
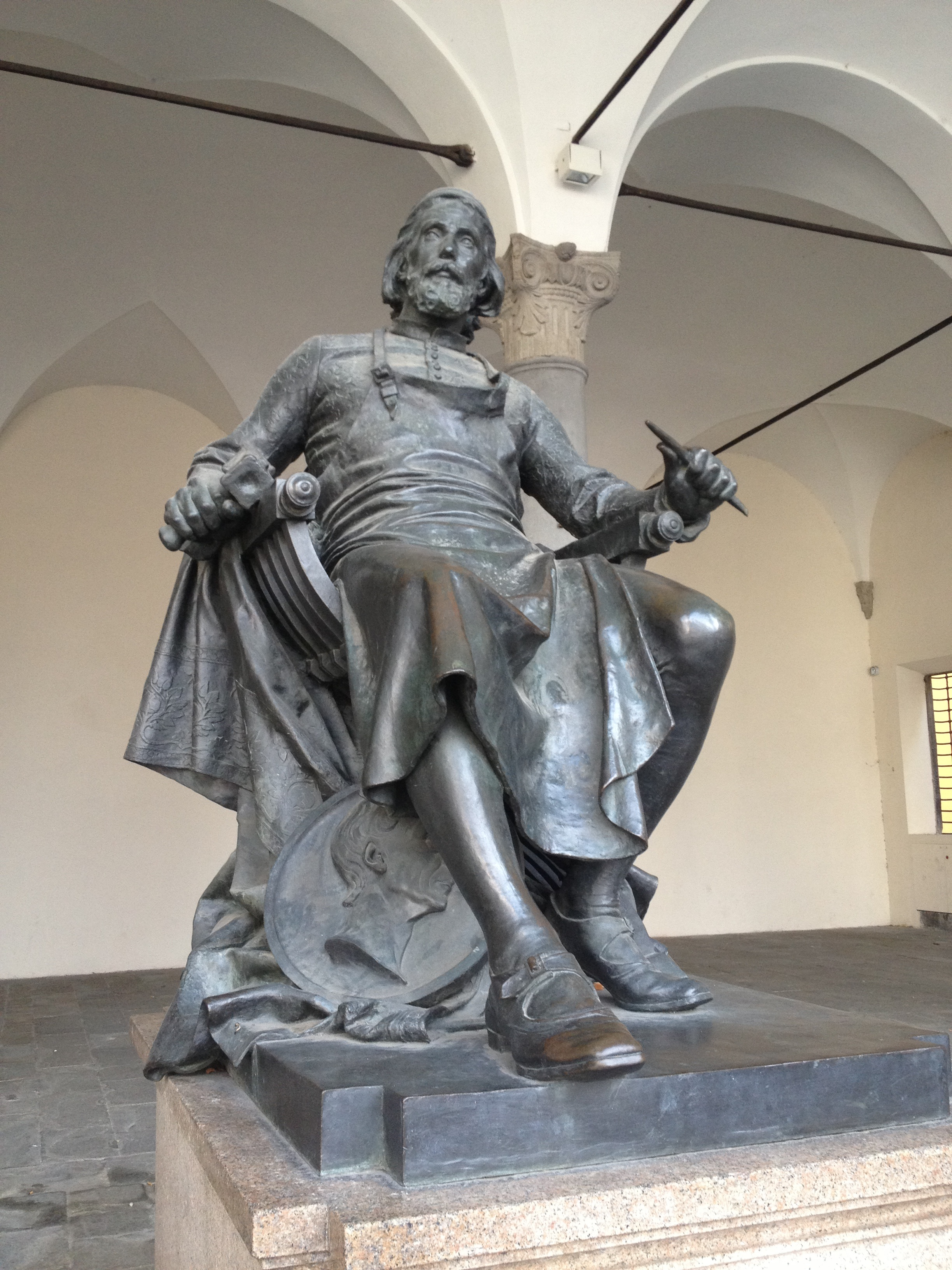
Denkmal für Matteo Civitali am Palazzo Pretorio, 1893 von Arnaldo Fazzi
Das von Vito Tongiani erschaffene Puccini-Denkmal am Geburtsort des Komponisten